# Mercedes-Benz
Pour les articles homonymes, voir Mercedes et Benz.
Pour la maison-mère, voir Mercedes-Benz Group.
Pour la chanson de Janis Joplin, voir Mercedes Benz (chanson).
Mercedes-Benz (prononcé en allemand : /mɛʁˈtseːdəsˌbɛnts/) est une marque allemande d'automobiles (modèles premium, de sport et de luxe), de camions, d'autocars et d'autobus indépendante, fondée en 1926 par trois constructeurs : Daimler-Motoren-Gesellschaft, Mercedes et Benz & Cie. Mercedes-Benz est également établie depuis 2019 comme constructeur automobile à part entière sous la dénomination Mercedes-Benz AG, filiale de Mercedes-Benz Group, depuis la décision de Daimler AG de se scinder en deux entités distinctes.
L'entreprise Daimler a établi sa réputation en sport automobile, dans les années 1930, puis dans le championnat du monde de Formule 1 jusqu'en 1955, et à nouveau depuis 2010, où elle domine l'ère des moteurs turbo-hybrides avec huit sacres consécutifs chez les constructeurs de 2014 à 2021.

## Historique

### Origines

#### Daimler-Motoren-Gesellschaft (DMG)

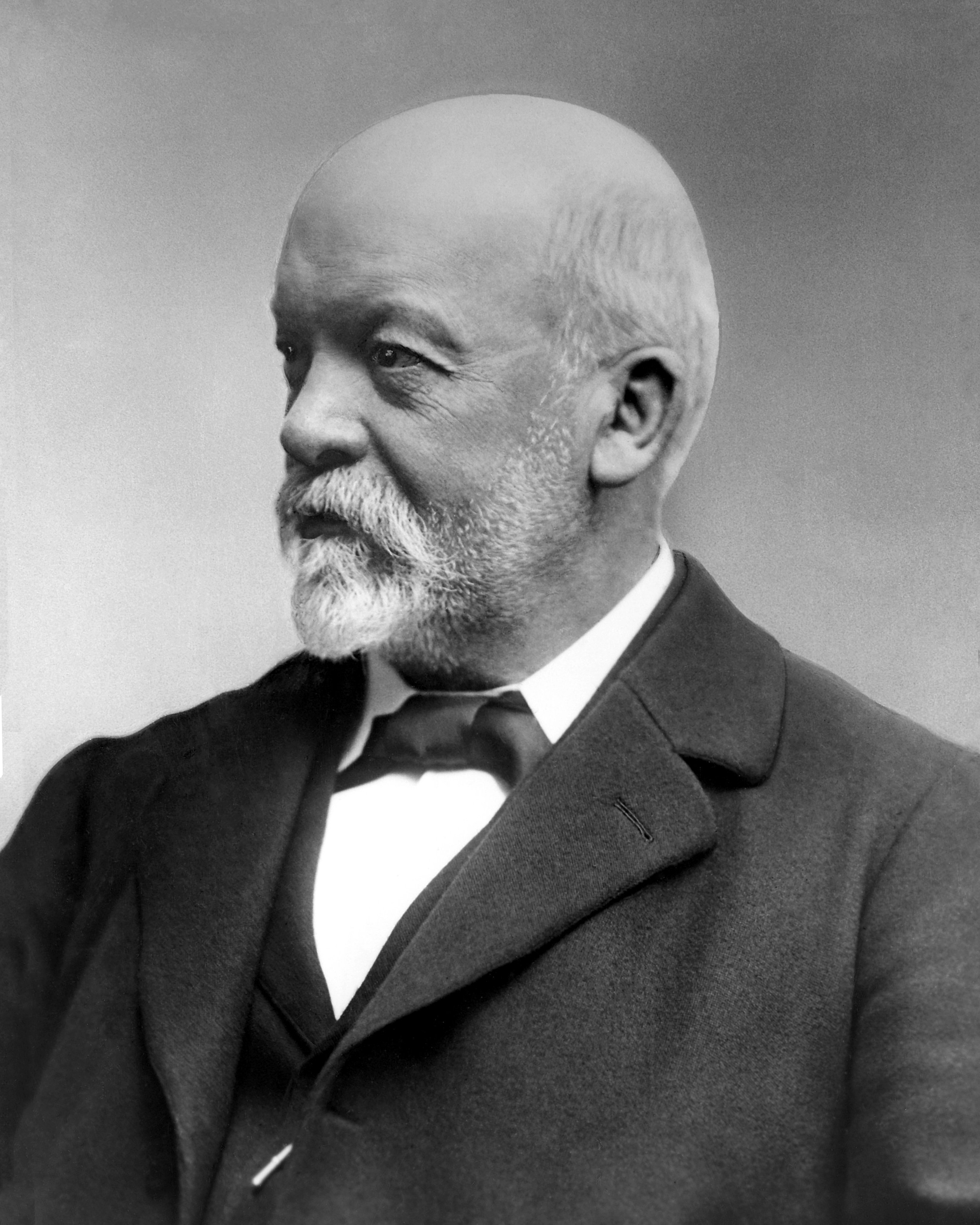
Gottlieb Daimler

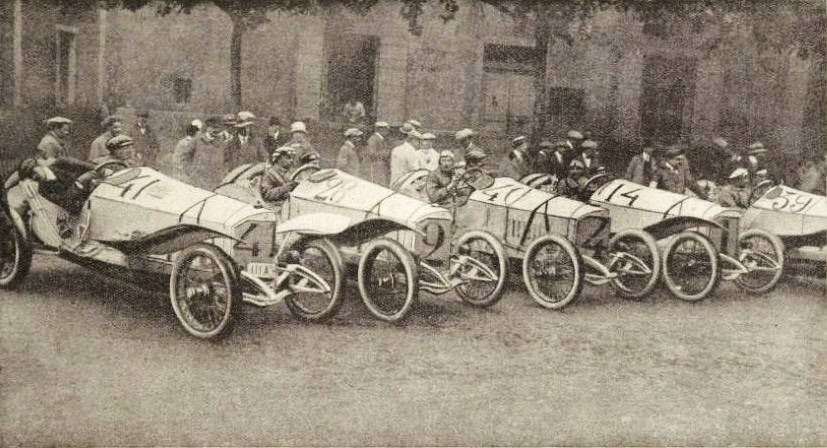
L'équipe Mercedes au Grand Prix de France à Lyon en 1914.

En 1886, l'inventeur allemand Gottlieb Daimler améliore le moteur à combustion interne avec l'aide de Wilhelm Maybach dans la ville de Cannstatt près de Stuttgart (royaume de Wurtemberg).
En 1890, ils fondent ensuite la société « Daimler-Motoren-Gesellschaft » (DMG) avec Paul Daimler (fils de Gottlieb) qui lui succédera après son décès en 1900. DMG produira principalement des moteurs.
En 1892, DMG entre dans l'ère de l'industrie automobile avec la Schroedter-Wagen,, développant 2 chevaux, qui ne sera construite qu'en douze exemplaires, et dont l'un est exposé au musée Mercedes-Benz de Stuttgart. C'est la première voiture de Daimler construite en série.

#### Mercedes

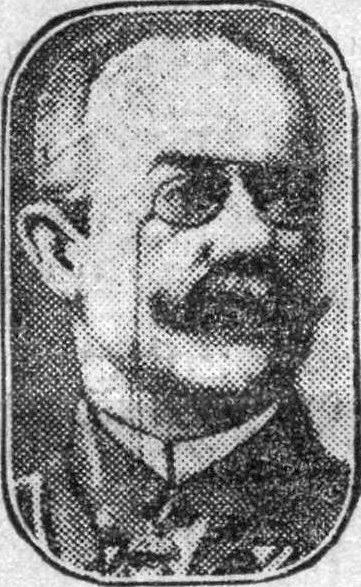
Emil Jellinek

En 1902, Emil Jellinek, important concessionnaire automobile du début du XXe siècle (situé sur la Côte d'Azur), dépose et protège légalement et officiellement, la marque commerciale « Mercedes », du prénom de sa fille alors âgée de 13 ans, et signe un « contrat d'exclusivité commerciale » pour les automobiles DMG pour l'Autriche-Hongrie, la France, la Belgique et les États-Unis. Il fait légalement modifier son nom en « Emil Jellinek-Mercedes ». Il construira par Paul Daimler et Wilhelm Maybach de Daimler-Motoren-Gesellschaft, les premières Mercedes Simplex et les Mercedes 35 CV de course qu'il se chargera de commercialiser. Grâce à cela, il entra au conseil d'administration de DMG.
En 1909, Mercedes dépose la célèbre étoile à trois pointes (dessinée par Paul Daimler), pour représenter les trois voies que Gottlieb Daimler avait choisies pour ses moteurs : terre, mer et air, emblème de toutes ses voitures à partir de 1911.
En 1923, un camion Daimler à moteur Diesel fut exposé à la foire de Berlin.

#### Benz &Cie.
En 1879, de son côté Carl Benz améliore le moteur thermique à deux temps. Il créa le Sylvestermotor et en vendra plus de 800 exemplaires en 1883.
En 1886, Benz & Cie. obtiennent un brevet et créent le Benz Patent Motorwagen, leurs tout premier véhicule.
De 1887 à 1899, le nombre d'employés est passé de 40 à 430.
En 1924, Daimler-Motoren-Gesellschaft met ses intérêts en commun avec « Benz & Cie. ».

### Création et lancement de Mercedes-Benz
Le 28 juin 1926, Daimler-Motoren-Gesellschaft, Mercedes et Benz & Cie. fusionnent en « Mercedes-Benz AG ».
Durant la même année, Mercedes-Benz commence la production de voitures de tourisme. Les modèles sont désignés par le préfixe W (pour Wagen, « Voiture » en français). Quelques mois après la création de la marque, Mercedes-Benz crée donc la W01 avec l'aide de Ferdinand Porsche en 8 exemplaires. Elles servent de prototype pour créer une voiture de tourisme. Les Types W02 et W03 sont alors fabriqués et commercialisés. Les trois modèles sont présentés au Salon automobile de Berlin en octobre de la même année.
En 1931, les modèles de camions sont désignés par le préfixe L (pour lastwagen, « camion » en français). Pendant la guerre, plus de 64 000 camions utilitaires sont produits, presque exclusivement pour les forces armées.

### Sous le Troisième Reich

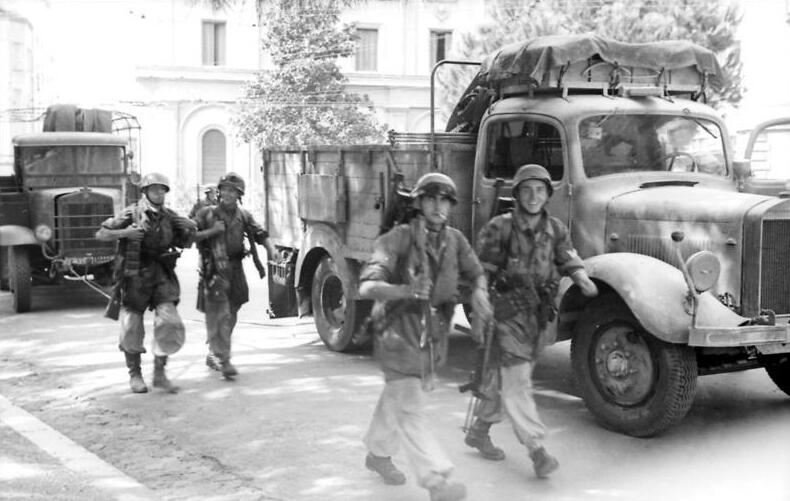
Un L 3000S en 1944.

Dès 1933, le régime nazi utilise des Mercedes-Benz tels que les W136/138, W142 ou encore les fameuses W07/W150 souvent associées aux hauts gradés.
En 1938, le gouvernement allemand établit des restrictions. Mercedes-Benz se voit forcé à produire uniquement des camions deux essieux de 3 t, 4,5 t, et 6 tonnes.
Début 1939, la marque allemande crée le T80 : un prototype de vitesse. La vitesse de 634 km/h aurait été atteinte sur une section droite d'autoroute allemande. Unique exemplaire, il aurait certainement permis de dépasser les 700 km/h. Avec ce véhicule, Hitler voulait démontrer la supériorité allemande.
Pendant la guerre, les usines de Untertürkheim sont bombardées, obligeant l'entreprise à se concentrer sur d'autres produits, dont des bicyclettes. La production d'automobiles reprend dans les usines de Sindelfingen, ayant survécu aux bombardements. À la fin de la guerre, la firme fabriquera une série de camions appelés Opel Blitz. À partir de 1941, sous la pression et l'obligation de Hitler, Mercedes-Benz exploite des travailleurs soviétiques et français. Cette force de travail deviendra rapidement indispensable au fonctionnement de l'entreprise, qui équipe la Luftwaffe et la machine de guerre allemande. Les conditions de travail étant très dures, des grèves ont lieu et les protestataires sont envoyés en camps de concentration. En décembre 1944, Mercedes-Benz exploite 26 958 travailleurs forcés et 4 887 prisonniers de guerre.
D'après le magazine d'affaire allemand Wirtschaftswoche, Daimler, propriétaire de Mercedes-Benz, a reconnu dès 1986 qu'il avait employé 40 000 travailleurs forcés dans des conditions épouvantables pendant la guerre, lui permettant de générer d'énormes sommes d'argent.

### L'après Seconde Guerre mondiale
Quelque temps après, Mercedes-Benz décida de changer le design de ses voitures de tourisme en incorporant les optiques avant dans les ailes. Ils lanceront également les Classe E, S et SL.
En 1951, les Type W186, W187 et W188 font leur apparition. Luxe, confort et élégance sont au rendez-vous. La fabrication des camions mi-lourds et lourds est à nouveau autorisée et bientôt apparaissent les premiers camions à cabine avancée. Daimler-Benz acquiert les droits d'Unimog.
En 1952, la classe SL est créée avec la W194 de course.
En 1953, la carrosserie Ponton est lancée. Cinq modèles utilisent cette carrosserie.

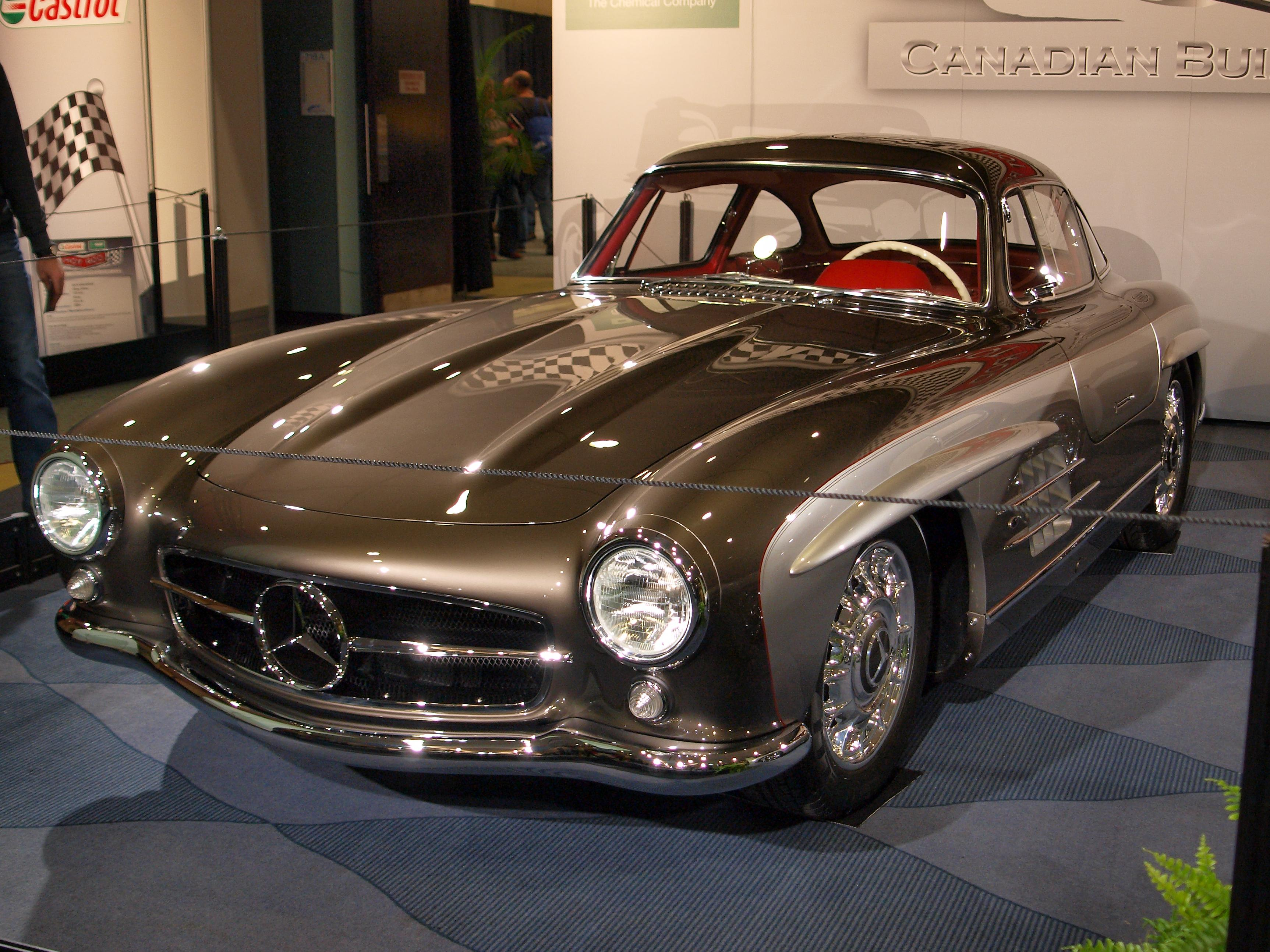
La 300SL (W198) lancée en 1954.

En 1955, Mercedes-Benz sort une nouvelle gamme de poids lourds nommée « LP ». Ce nom est utilisé pour démontrer le confort des camions qui ressemblait à celui des wagons Pullman. Les camions lourds sont construits à l'usine de Gaggenau qui fabrique aussi les Unimog, les mi-lourds sont produits à Mannheim. La limite de 32 tonnes avec remorque est autorisée en 1958 par le gouvernement allemand.
En 1958, Daimler-Benz AG possède plusieurs usines en Allemagne et dans vingt-quatre autres pays. Gaggenau reste la principale usine de camions et Mercedes-Benz réalise près de 75 % des exportations de camions allemands.
En 1963, un nouveau camion à cabine avancée est présenté au salon de l'automobile de Francfort. Une usine devient opérationnelle à Wörth.
En 1964, la firme crée la branche nord-américaine « Mercedes of North America ».
En 1965, le gouvernement allemand autorise des camions de 38 tonnes.
En 1968, Daimler-Benz reprend la distribution et l'usine de camions de Krupp AG d'Essen.
En 1970, Daimler-Benz reprend Hanomag-Henschel Fahrzeugwerke, dont les usines sont situées à Cassel, Hanovre et Brême, en Allemagne. L'usine de camionnettes de la firme est une importante acquisition qui permet de combler un vide dans sa gamme de poids lourds.
En 1973, Mercedes lance une nouvelle gamme de camions : la gamme New Generation, ainsi nommée en raison du style adouci de sa cabine basculante. À partir de cette date, les camions sont principalement à cabine avancée et les types à capot progressivement éliminés. Les premiers modèles sont des véhicules de travaux publics à deux ou trois essieux, deux ans plus tard suit la gamme des camions lourds. En Argentine et au Chili, la firme profite des dictatures de Pinochet et de Videla pour éliminer physiquement les syndicalistes, en plus de la dégradation des conditions de travail et la diminution des salaires.
En 1981, Daimler-Benz acquiert la compagnie américaine Freightliner LLC Corporation. En 1982, la firme rachète NAW, la société jointe formée par Saurer et FBW à Arbon et Wetzikon, en Suisse.
En 1990, Mercedes-Benz acquiert IFA de Ludwigsfelde dans l'ancienne RDA. En 1997, Daimler-Benz et Freightliner LLC absorbent l'usine de productions de camions lourds Ford et du modèle Cargo, ensuite renomment la nouvelle division « Sterling Trucks ».

### Aujourd'hui
En 1998, Daimler-Benz fusionne avec Chrysler, ce qui entraîne par la suite la transmission de nombreux éléments de Mercedes-Benz vers des modèles Chrysler. La même année Mercedes-Benz a acquis Smart en établissant ainsi une coopération dans le domaine des petites voitures compactes et économes en carburant.[réf. souhaitée]
En 2006, Mercedes-Benz, Smart et Maybach rompent les liens avec Chrysler, et Daimler redevient indépendant.[réf. souhaitée]

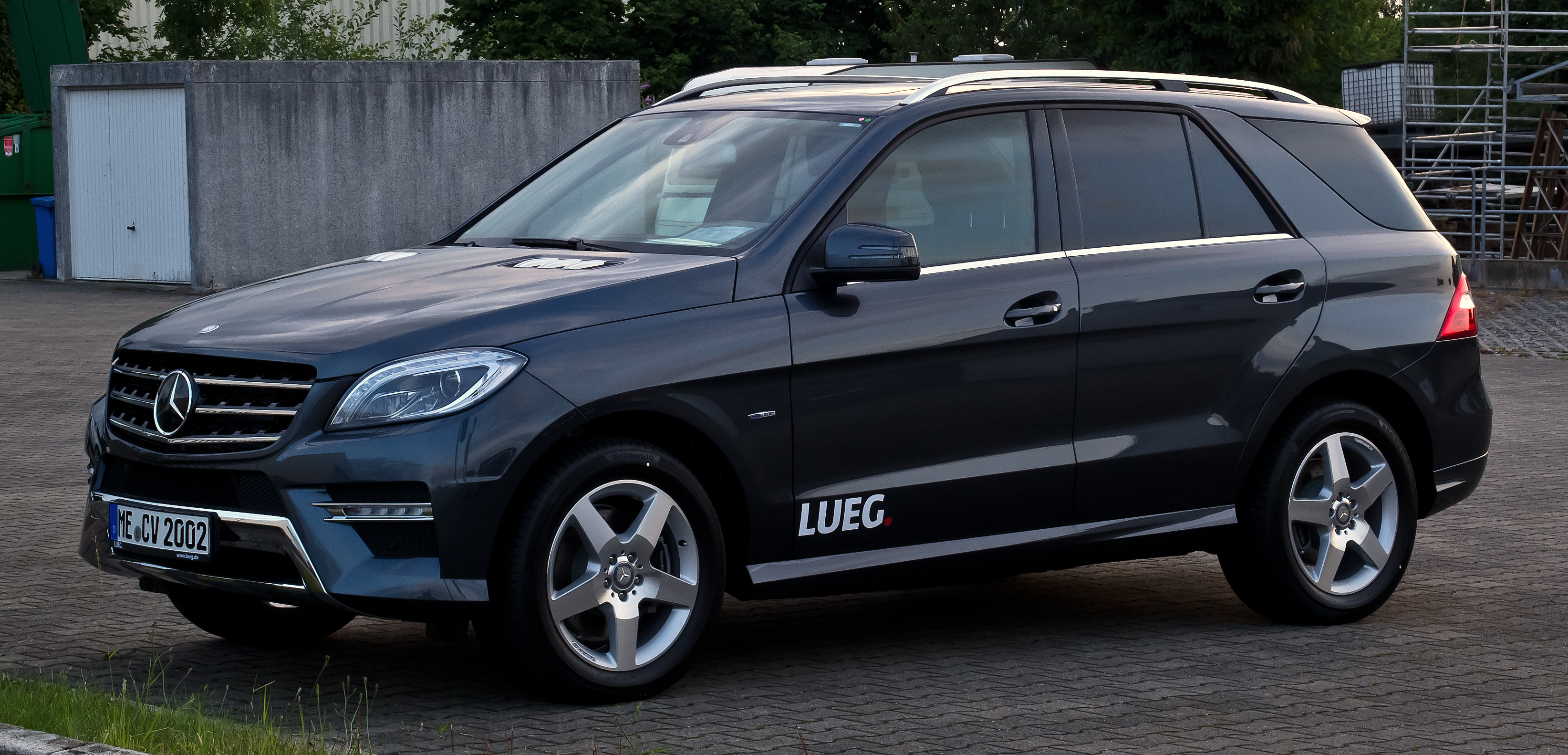
Le Mercedes-Benz ML (W 166) devenu GLE en 2015 (restylage) à la suite de la modernisation d'appellations de la gamme Mercedes-Benz.

En 2015, le constructeur à l'étoile revoit la désignation de ses modèles pour une meilleure visibilité. Au gré des restylages et renouvellements, celle-ci s'articule autour de cinq familles de modèles, désignés par les lettres A, B, C, E et S. Leurs dérivés tout-terrains sont regroupés sous l'appellation GL, suivie d'une lettre indiquant la place du modèle dans la hiérarchie (Le Mercedes-Benz Classe GLA dérive de la Classe A). Cela concerne les ML, GL et GLK, mais pas le Classe G de 1979 qui conserve cette appellation historique. Ainsi sont nommés le GLA, le GLC (remplaçant du GLK), le GLE (ex-ML) et GLS (ex-GL), respectivement affiliés aux Classe A, C, E et S. Les coupés quatre portes portent les lettres CL (CLS et CLA), alors que la famille des roadsters conserve le SL. Ainsi, le SLK devient SLC. Quant aux coupés 3 portes, ils adoptent le nom de la berline dont ils dérivent (CLK devient Classe E Coupé dès 2010 et CL devient Classe S Coupé en 2014) pour plus de cohérence au sein de la gamme. Pour les motorisations, l'appellation est allégée : les diesels sont indiqués par un « d », les hybrides rechargeables et électriques par un « e », les hybrides par un « h », les gaz naturels par un « c » (compressed natural gas) et les piles à combustible par un « f » (fuel cell). Ainsi, la Classe S 300 Plug-in Hybrid s'appelle désormais S 300e.
En 2017, la marque a pour projet de créer sa propre filiale spécialisée dans des modèles 100 % électriques. Elle signe à cet effet un accord de coopération avec Bosch en matière de développement, en vue de mettre en circulation des voitures automatisées et sans conducteur au début des années 2020.
En 2019, Daimler, la société mère de Mercedes-Benz, a annoncé la fin de la coopération avec Smart dans le domaine des voitures à combustion interne. Cependant, Smart a continué à se concentrer sur les véhicules électriques en partenariat avec Geely, une entreprise chinoise, après cette période.

## Organisation du groupe Mercedes-Benz
Aujourd'hui, l'entreprise Mercedes-Benz AG fait partie de Mercedes-Benz Group, qui regroupe également diverses filiales telles que Smart, Mercedes-AMG, Mercedes Grand Prix...
- Mercedes-Benz Group
  - Mercedes-Benz AG Cars & Vans
    - Mercedes-AMG
    - Mercedes-Maybach
    - Mercedes Grand Prix

  - Smart
  - Mercedes AMG High Performance Powertrains
  - Musée Mercedes-Benz

### Gouvernance

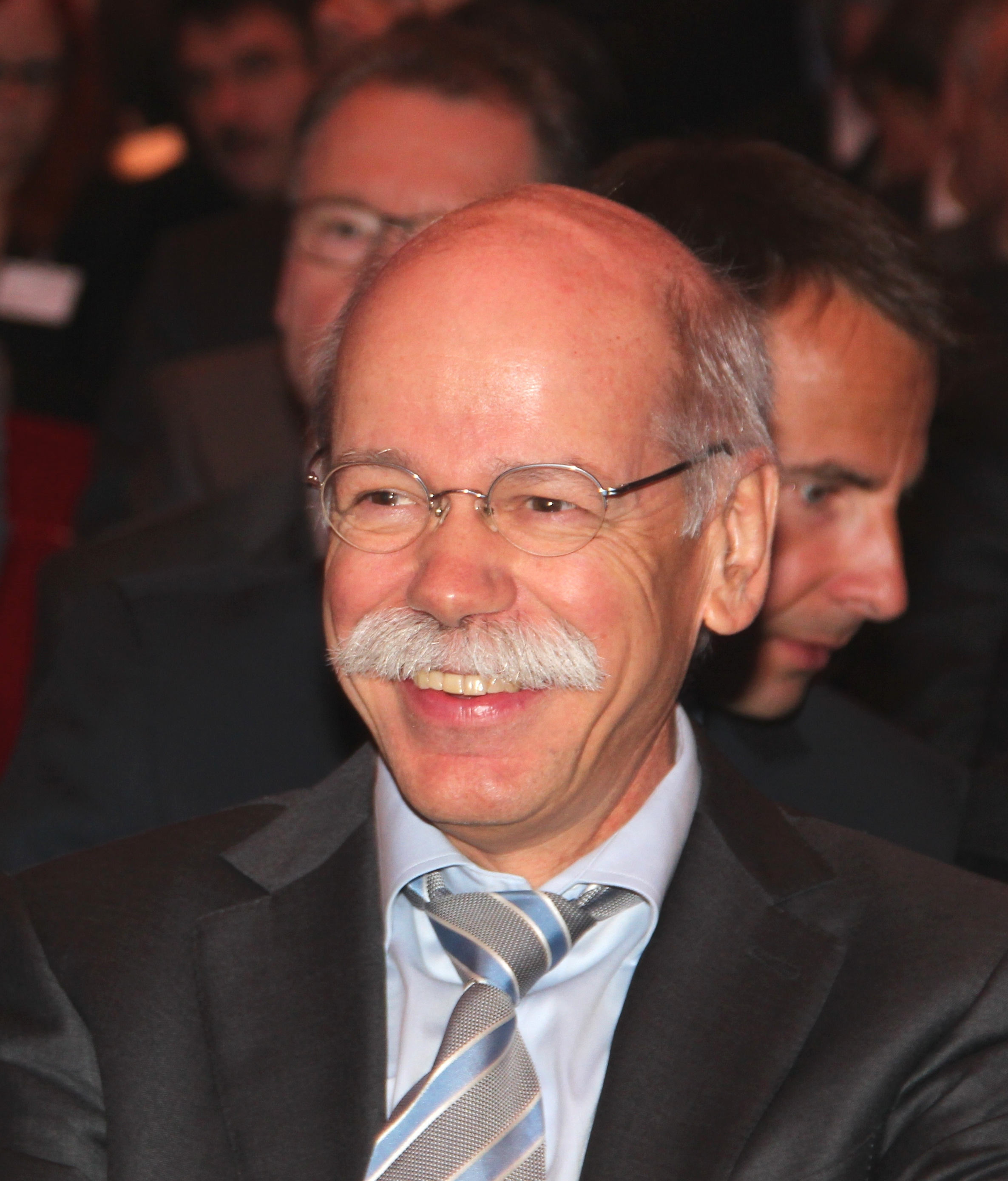
Dieter Zetsche, ex-PDG de Daimler.

### Participations
- Ionity

### Les sites du constructeur

#### Production
- Usine de Rastatt : Classe A, Classe B, et Classe GLA.
- Usine de Brême : Classe C (berline, break et coupé), Classe E (coupé et cabriolet), Classe GLK, Classe GLC et Classe SLK.
- Usine de Sindelfingen : Classe C (berline et break), Classe CL, Classe CLS, Classe E (berline et break), Classe S, Classe SL, Classe SLC et Classe SLS.
- Usine de Graz : Classe G. Usine appartenant à Magna Steyr[13].
- Usine de Tuscaloosa : Classe GL, Classe M, Classe R, Classe GLE (coupé).
- Usine de Kecskemét : Classe B et Classe CLA.
- Usine de Uusikaupunki : Classe A. Usine appartenant à Valmet Automotive[14].
- Usine Renault de Maubeuge : Citan[15].
- Usine d'East London : Classe C.
- Usine de Pékin : Classe C et Classe E en version limousine (marché local uniquement).
- Usine d'Aguascalientes : Classe GLB

#### Assemblage
- Usine de Chakan (en) : Classe C, Classe E, Classe M et Classe S.
- Usine d'Ho Chi Minh Ville : Classe S.
- Usine de Tiaret : Il s'agit de la SAFAV-MB, qui est une société mixte créée en 2012 et inaugurée en 2014, composée de trois principaux actionnaires. La partie algérienne détient 51 % des actions. Elle est composée de l’entreprise de développement de l’industrie automobile (EDIV) relevant du ministère de la Défense 34 % et la SNVI 17 %. Le deuxième actionnaire est représenté par Aabar des Émirats 49 %. Le groupe allemand Daimler est considéré comme le partenaire technologique[16]. Elle produit des véhicules multifonctions de marque Mercedes-Benz aux différentes structures militaires et civile algérienne[17].

## Activités et résultats

### Chiffres de vente
| Année | Ventes mondiales du constructeur Mercedes-Benz (en millions d'unité) | Ventes mondiales du constructeur Mercedes-Benz (en millions d'unité) | Ventes mondiales du constructeur Mercedes-Benz (en millions d'unité) | Ventes mondiales du constructeur Mercedes-Benz (en millions d'unité) | Ventes mondiales du constructeur Mercedes-Benz (en millions d'unité) | Ventes mondiales du constructeur Mercedes-Benz (en millions d'unité) | Ventes mondiales du constructeur Mercedes-Benz (en millions d'unité) | Ventes mondiales du constructeur Mercedes-Benz (en millions d'unité) | Ventes mondiales du constructeur Mercedes-Benz (en millions d'unité) | Ventes mondiales du constructeur Mercedes-Benz (en millions d'unité) | Ventes mondiales du constructeur Mercedes-Benz (en millions d'unité) | Ventes mondiales du constructeur Mercedes-Benz (en millions d'unité) | Ventes mondiales du constructeur Mercedes-Benz (en millions d'unité) | Ventes mondiales du constructeur Mercedes-Benz (en millions d'unité) | Ventes mondiales du constructeur Mercedes-Benz (en millions d'unité) | Ventes mondiales du constructeur Mercedes-Benz (en millions d'unité) | Ventes mondiales du constructeur Mercedes-Benz (en millions d'unité) | Ventes mondiales du constructeur Mercedes-Benz (en millions d'unité) | Ventes mondiales du constructeur Mercedes-Benz (en millions d'unité) | Ventes mondiales du constructeur Mercedes-Benz (en millions d'unité) | Ventes mondiales du constructeur Mercedes-Benz (en millions d'unité) | Ventes mondiales du constructeur Mercedes-Benz (en millions d'unité) | Ventes mondiales du constructeur Mercedes-Benz (en millions d'unité) | Ventes mondiales du constructeur Mercedes-Benz (en millions d'unité) | Ventes mondiales du constructeur Mercedes-Benz (en millions d'unité) | Ventes mondiales du constructeur Mercedes-Benz (en millions d'unité) | Ventes mondiales du constructeur Mercedes-Benz (en millions d'unité) | Ventes mondiales du constructeur Mercedes-Benz (en millions d'unité) | Ventes mondiales du constructeur Mercedes-Benz (en millions d'unité) | Ventes mondiales du constructeur Mercedes-Benz (en millions d'unité) | Ventes mondiales du constructeur Mercedes-Benz (en millions d'unité) | Ventes mondiales du constructeur Mercedes-Benz (en millions d'unité) | Ventes mondiales du constructeur Mercedes-Benz (en millions d'unité) | Ventes mondiales du constructeur Mercedes-Benz (en millions d'unité) | Ventes mondiales du constructeur Mercedes-Benz (en millions d'unité) | Ventes mondiales du constructeur Mercedes-Benz (en millions d'unité) | Ventes mondiales du constructeur Mercedes-Benz (en millions d'unité) | Ventes mondiales du constructeur Mercedes-Benz (en millions d'unité) | Ventes mondiales du constructeur Mercedes-Benz (en millions d'unité) | Ventes mondiales du constructeur Mercedes-Benz (en millions d'unité) | Ventes mondiales du constructeur Mercedes-Benz (en millions d'unité) | Ventes mondiales du constructeur Mercedes-Benz (en millions d'unité) | Ventes mondiales du constructeur Mercedes-Benz (en millions d'unité) | Ventes mondiales du constructeur Mercedes-Benz (en millions d'unité) | Ventes mondiales du constructeur Mercedes-Benz (en millions d'unité) | Ventes mondiales du constructeur Mercedes-Benz (en millions d'unité) | Ventes mondiales du constructeur Mercedes-Benz (en millions d'unité) | Ventes mondiales du constructeur Mercedes-Benz (en millions d'unité) | Ventes mondiales du constructeur Mercedes-Benz (en millions d'unité) | Ventes mondiales du constructeur Mercedes-Benz (en millions d'unité) | Ventes mondiales du constructeur Mercedes-Benz (en millions d'unité) | Ventes mondiales du constructeur Mercedes-Benz (en millions d'unité) | Ventes mondiales du constructeur Mercedes-Benz (en millions d'unité) | Ventes mondiales du constructeur Mercedes-Benz (en millions d'unité) | Ventes mondiales du constructeur Mercedes-Benz (en millions d'unité) | Ventes mondiales du constructeur Mercedes-Benz (en millions d'unité) | Ventes mondiales du constructeur Mercedes-Benz (en millions d'unité) | Ventes mondiales du constructeur Mercedes-Benz (en millions d'unité) | Ventes mondiales du constructeur Mercedes-Benz (en millions d'unité) | Ventes mondiales du constructeur Mercedes-Benz (en millions d'unité) | Ventes mondiales du constructeur Mercedes-Benz (en millions d'unité) | Ventes mondiales du constructeur Mercedes-Benz (en millions d'unité) | Ventes mondiales du constructeur Mercedes-Benz (en millions d'unité) | Ventes mondiales du constructeur Mercedes-Benz (en millions d'unité) | Ventes mondiales du constructeur Mercedes-Benz (en millions d'unité) | Ventes mondiales du constructeur Mercedes-Benz (en millions d'unité) | Ventes mondiales du constructeur Mercedes-Benz (en millions d'unité) | Ventes mondiales du constructeur Mercedes-Benz (en millions d'unité) | Ventes mondiales du constructeur Mercedes-Benz (en millions d'unité) | Ventes mondiales du constructeur Mercedes-Benz (en millions d'unité) | Ventes mondiales du constructeur Mercedes-Benz (en millions d'unité) | Ventes mondiales du constructeur Mercedes-Benz (en millions d'unité) | Ventes mondiales du constructeur Mercedes-Benz (en millions d'unité) | Ventes mondiales du constructeur Mercedes-Benz (en millions d'unité) | Ventes mondiales du constructeur Mercedes-Benz (en millions d'unité) | Ventes mondiales du constructeur Mercedes-Benz (en millions d'unité) | Ventes mondiales du constructeur Mercedes-Benz (en millions d'unité) | Ventes mondiales du constructeur Mercedes-Benz (en millions d'unité) | Ventes mondiales du constructeur Mercedes-Benz (en millions d'unité) | Ventes mondiales du constructeur Mercedes-Benz (en millions d'unité) |
| ----- | -------------------------------------------------------------------- | -------------------------------------------------------------------- | -------------------------------------------------------------------- | -------------------------------------------------------------------- | -------------------------------------------------------------------- | -------------------------------------------------------------------- | -------------------------------------------------------------------- | -------------------------------------------------------------------- | -------------------------------------------------------------------- | -------------------------------------------------------------------- | -------------------------------------------------------------------- | -------------------------------------------------------------------- | -------------------------------------------------------------------- | -------------------------------------------------------------------- | -------------------------------------------------------------------- | -------------------------------------------------------------------- | -------------------------------------------------------------------- | -------------------------------------------------------------------- | -------------------------------------------------------------------- | -------------------------------------------------------------------- | -------------------------------------------------------------------- | -------------------------------------------------------------------- | -------------------------------------------------------------------- | -------------------------------------------------------------------- | -------------------------------------------------------------------- | -------------------------------------------------------------------- | -------------------------------------------------------------------- | -------------------------------------------------------------------- | -------------------------------------------------------------------- | -------------------------------------------------------------------- | -------------------------------------------------------------------- | -------------------------------------------------------------------- | -------------------------------------------------------------------- | -------------------------------------------------------------------- | -------------------------------------------------------------------- | -------------------------------------------------------------------- | -------------------------------------------------------------------- | -------------------------------------------------------------------- | -------------------------------------------------------------------- | -------------------------------------------------------------------- | -------------------------------------------------------------------- | -------------------------------------------------------------------- | -------------------------------------------------------------------- | -------------------------------------------------------------------- | -------------------------------------------------------------------- | -------------------------------------------------------------------- | -------------------------------------------------------------------- | -------------------------------------------------------------------- | -------------------------------------------------------------------- | -------------------------------------------------------------------- | -------------------------------------------------------------------- | -------------------------------------------------------------------- | -------------------------------------------------------------------- | -------------------------------------------------------------------- | -------------------------------------------------------------------- | -------------------------------------------------------------------- | -------------------------------------------------------------------- | -------------------------------------------------------------------- | -------------------------------------------------------------------- | -------------------------------------------------------------------- | -------------------------------------------------------------------- | -------------------------------------------------------------------- | -------------------------------------------------------------------- | -------------------------------------------------------------------- | -------------------------------------------------------------------- | -------------------------------------------------------------------- | -------------------------------------------------------------------- | -------------------------------------------------------------------- | -------------------------------------------------------------------- | -------------------------------------------------------------------- | -------------------------------------------------------------------- | -------------------------------------------------------------------- | -------------------------------------------------------------------- | -------------------------------------------------------------------- | -------------------------------------------------------------------- | -------------------------------------------------------------------- | -------------------------------------------------------------------- | -------------------------------------------------------------------- | -------------------------------------------------------------------- | -------------------------------------------------------------------- |
| Année | 1,1                                                                  |                                                                      |                                                                      |                                                                      |                                                                      | 1,2                                                                  |                                                                      |                                                                      |                                                                      |                                                                      | 1,3                                                                  |                                                                      |                                                                      |                                                                      |                                                                      | 1,4                                                                  |                                                                      |                                                                      |                                                                      |                                                                      | 1,5                                                                  |                                                                      |                                                                      |                                                                      |                                                                      | 1,6                                                                  |                                                                      |                                                                      |                                                                      |                                                                      | 1,7                                                                  |                                                                      |                                                                      |                                                                      |                                                                      | 1,8                                                                  |                                                                      |                                                                      |                                                                      |                                                                      | 1,9                                                                  |                                                                      |                                                                      |                                                                      |                                                                      | 2,0                                                                  |                                                                      |                                                                      |                                                                      |                                                                      | 2,1                                                                  |                                                                      |                                                                      |                                                                      |                                                                      | 2,2                                                                  |                                                                      |                                                                      |                                                                      |                                                                      | 2,3                                                                  |                                                                      |                                                                      |                                                                      |                                                                      | 2,4'                                                                 |                                                                      |                                                                      |                                                                      |                                                                      |                                                                      |                                                                      |                                                                      |                                                                      |                                                                      |                                                                      |                                                                      |                                                                      |                                                                      |                                                                      |
| 2007  | 1 185 200                                                            | 1 185 200                                                            | 1 185 200                                                            | 1 185 200                                                            | 1 185 200                                                            |                                                                      |                                                                      |                                                                      |                                                                      |                                                                      |                                                                      |                                                                      |                                                                      |                                                                      |                                                                      |                                                                      |                                                                      |                                                                      |                                                                      |                                                                      |                                                                      |                                                                      |                                                                      |                                                                      |                                                                      |                                                                      |                                                                      |                                                                      |                                                                      |                                                                      |                                                                      |                                                                      |                                                                      |                                                                      |                                                                      |                                                                      |                                                                      |                                                                      |                                                                      |                                                                      |                                                                      |                                                                      |                                                                      |                                                                      |                                                                      |                                                                      |                                                                      |                                                                      |                                                                      |                                                                      |                                                                      |                                                                      |                                                                      |                                                                      |                                                                      |                                                                      |                                                                      |                                                                      |                                                                      |                                                                      |                                                                      |                                                                      |                                                                      |                                                                      |                                                                      |                                                                      |                                                                      |                                                                      |                                                                      |                                                                      |                                                                      |                                                                      |                                                                      |                                                                      |                                                                      |                                                                      |                                                                      |                                                                      |                                                                      |                                                                      |
| 2010  | 1 167 700                                                            | 1 167 700                                                            | 1 167 700                                                            | 1 167 700                                                            |                                                                      |                                                                      |                                                                      |                                                                      |                                                                      |                                                                      |                                                                      |                                                                      |                                                                      |                                                                      |                                                                      |                                                                      |                                                                      |                                                                      |                                                                      |                                                                      |                                                                      |                                                                      |                                                                      |                                                                      |                                                                      |                                                                      |                                                                      |                                                                      |                                                                      |                                                                      |                                                                      |                                                                      |                                                                      |                                                                      |                                                                      |                                                                      |                                                                      |                                                                      |                                                                      |                                                                      |                                                                      |                                                                      |                                                                      |                                                                      |                                                                      |                                                                      |                                                                      |                                                                      |                                                                      |                                                                      |                                                                      |                                                                      |                                                                      |                                                                      |                                                                      |                                                                      |                                                                      |                                                                      |                                                                      |                                                                      |                                                                      |                                                                      |                                                                      |                                                                      |                                                                      |                                                                      |                                                                      |                                                                      |                                                                      |                                                                      |                                                                      |                                                                      |                                                                      |                                                                      |                                                                      |                                                                      |                                                                      |                                                                      |                                                                      |                                                                      |
| 2011  | 1 260 912                                                            | 1 260 912                                                            | 1 260 912                                                            | 1 260 912                                                            | 1 260 912                                                            | 1 260 912                                                            | 1 260 912                                                            | 1 260 912                                                            | 1 260 912                                                            |                                                                      |                                                                      |                                                                      |                                                                      |                                                                      |                                                                      |                                                                      |                                                                      |                                                                      |                                                                      |                                                                      |                                                                      |                                                                      |                                                                      |                                                                      |                                                                      |                                                                      |                                                                      |                                                                      |                                                                      |                                                                      |                                                                      |                                                                      |                                                                      |                                                                      |                                                                      |                                                                      |                                                                      |                                                                      |                                                                      |                                                                      |                                                                      |                                                                      |                                                                      |                                                                      |                                                                      |                                                                      |                                                                      |                                                                      |                                                                      |                                                                      |                                                                      |                                                                      |                                                                      |                                                                      |                                                                      |                                                                      |                                                                      |                                                                      |                                                                      |                                                                      |                                                                      |                                                                      |                                                                      |                                                                      |                                                                      |                                                                      |                                                                      |                                                                      |                                                                      |                                                                      |                                                                      |                                                                      |                                                                      |                                                                      |                                                                      |                                                                      |                                                                      |                                                                      |                                                                      |                                                                      |
| 2014  | 1 650 010                                                            | 1 650 010                                                            | 1 650 010                                                            | 1 650 010                                                            | 1 650 010                                                            | 1 650 010                                                            | 1 650 010                                                            | 1 650 010                                                            | 1 650 010                                                            | 1 650 010                                                            | 1 650 010                                                            | 1 650 010                                                            | 1 650 010                                                            | 1 650 010                                                            | 1 650 010                                                            | 1 650 010                                                            | 1 650 010                                                            | 1 650 010                                                            | 1 650 010                                                            | 1 650 010                                                            | 1 650 010                                                            | 1 650 010                                                            | 1 650 010                                                            | 1 650 010                                                            | 1 650 010                                                            | 1 650 010                                                            | 1 650 010                                                            | 1 650 010                                                            | 1 650 010                                                            |                                                                      |                                                                      |                                                                      |                                                                      |                                                                      |                                                                      |                                                                      |                                                                      |                                                                      |                                                                      |                                                                      |                                                                      |                                                                      |                                                                      |                                                                      |                                                                      |                                                                      |                                                                      |                                                                      |                                                                      |                                                                      |                                                                      |                                                                      |                                                                      |                                                                      |                                                                      |                                                                      |                                                                      |                                                                      |                                                                      |                                                                      |                                                                      |                                                                      |                                                                      |                                                                      |                                                                      |                                                                      |                                                                      |                                                                      |                                                                      |                                                                      |                                                                      |                                                                      |                                                                      |                                                                      |                                                                      |                                                                      |                                                                      |                                                                      |                                                                      |                                                                      |
| 2015  | 1 871 511                                                            | 1 871 511                                                            | 1 871 511                                                            | 1 871 511                                                            | 1 871 511                                                            | 1 871 511                                                            | 1 871 511                                                            | 1 871 511                                                            | 1 871 511                                                            | 1 871 511                                                            | 1 871 511                                                            | 1 871 511                                                            | 1 871 511                                                            | 1 871 511                                                            | 1 871 511                                                            | 1 871 511                                                            | 1 871 511                                                            | 1 871 511                                                            | 1 871 511                                                            | 1 871 511                                                            | 1 871 511                                                            | 1 871 511                                                            | 1 871 511                                                            | 1 871 511                                                            | 1 871 511                                                            | 1 871 511                                                            | 1 871 511                                                            | 1 871 511                                                            | 1 871 511                                                            | 1 871 511                                                            | 1 871 511                                                            | 1 871 511                                                            | 1 871 511                                                            | 1 871 511                                                            | 1 871 511                                                            | 1 871 511                                                            | 1 871 511                                                            | 1 871 511                                                            | 1 871 511                                                            |                                                                      |                                                                      |                                                                      |                                                                      |                                                                      |                                                                      |                                                                      |                                                                      |                                                                      |                                                                      |                                                                      |                                                                      |                                                                      |                                                                      |                                                                      |                                                                      |                                                                      |                                                                      |                                                                      |                                                                      |                                                                      |                                                                      |                                                                      |                                                                      |                                                                      |                                                                      |                                                                      |                                                                      |                                                                      |                                                                      |                                                                      |                                                                      |                                                                      |                                                                      |                                                                      |                                                                      |                                                                      |                                                                      |                                                                      |                                                                      |                                                                      |
| 2016  | 2 083 888                                                            | 2 083 888                                                            | 2 083 888                                                            | 2 083 888                                                            | 2 083 888                                                            | 2 083 888                                                            | 2 083 888                                                            | 2 083 888                                                            | 2 083 888                                                            | 2 083 888                                                            | 2 083 888                                                            | 2 083 888                                                            | 2 083 888                                                            | 2 083 888                                                            | 2 083 888                                                            | 2 083 888                                                            | 2 083 888                                                            | 2 083 888                                                            | 2 083 888                                                            | 2 083 888                                                            | 2 083 888                                                            | 2 083 888                                                            | 2 083 888                                                            | 2 083 888                                                            | 2 083 888                                                            | 2 083 888                                                            | 2 083 888                                                            | 2 083 888                                                            | 2 083 888                                                            | 2 083 888                                                            | 2 083 888                                                            | 2 083 888                                                            | 2 083 888                                                            | 2 083 888                                                            | 2 083 888                                                            | 2 083 888                                                            | 2 083 888                                                            | 2 083 888                                                            | 2 083 888                                                            | 2 083 888                                                            | 2 083 888                                                            | 2 083 888                                                            | 2 083 888                                                            | 2 083 888                                                            | 2 083 888                                                            | 2 083 888                                                            | 2 083 888                                                            | 2 083 888                                                            | 2 083 888                                                            | 2 083 888                                                            |                                                                      |                                                                      |                                                                      |                                                                      |                                                                      |                                                                      |                                                                      |                                                                      |                                                                      |                                                                      |                                                                      |                                                                      |                                                                      |                                                                      |                                                                      |                                                                      |                                                                      |                                                                      |                                                                      |                                                                      |                                                                      |                                                                      |                                                                      |                                                                      |                                                                      |                                                                      |                                                                      |                                                                      |                                                                      |                                                                      |
| 2017  | 2 289 344                                                            | 2 289 344                                                            | 2 289 344                                                            | 2 289 344                                                            | 2 289 344                                                            | 2 289 344                                                            | 2 289 344                                                            | 2 289 344                                                            | 2 289 344                                                            | 2 289 344                                                            | 2 289 344                                                            | 2 289 344                                                            | 2 289 344                                                            | 2 289 344                                                            | 2 289 344                                                            | 2 289 344                                                            | 2 289 344                                                            | 2 289 344                                                            | 2 289 344                                                            | 2 289 344                                                            | 2 289 344                                                            | 2 289 344                                                            | 2 289 344                                                            | 2 289 344                                                            | 2 289 344                                                            | 2 289 344                                                            | 2 289 344                                                            | 2 289 344                                                            | 2 289 344                                                            | 2 289 344                                                            | 2 289 344                                                            | 2 289 344                                                            | 2 289 344                                                            | 2 289 344                                                            | 2 289 344                                                            | 2 289 344                                                            | 2 289 344                                                            | 2 289 344                                                            | 2 289 344                                                            | 2 289 344                                                            | 2 289 344                                                            | 2 289 344                                                            | 2 289 344                                                            | 2 289 344                                                            | 2 289 344                                                            | 2 289 344                                                            | 2 289 344                                                            | 2 289 344                                                            | 2 289 344                                                            | 2 289 344                                                            | 2 289 344                                                            | 2 289 344                                                            | 2 289 344                                                            | 2 289 344                                                            | 2 289 344                                                            | 2 289 344                                                            | 2 289 344                                                            | 2 289 344                                                            | 2 289 344                                                            | 2 289 344                                                            |                                                                      |                                                                      |                                                                      |                                                                      |                                                                      |                                                                      |                                                                      |                                                                      |                                                                      |                                                                      |                                                                      |                                                                      |                                                                      |                                                                      |                                                                      |                                                                      |                                                                      |                                                                      |                                                                      |                                                                      |
| 2018  | 2 310 185                                                            | 2 310 185                                                            | 2 310 185                                                            | 2 310 185                                                            | 2 310 185                                                            | 2 310 185                                                            | 2 310 185                                                            | 2 310 185                                                            | 2 310 185                                                            | 2 310 185                                                            | 2 310 185                                                            | 2 310 185                                                            | 2 310 185                                                            | 2 310 185                                                            | 2 310 185                                                            | 2 310 185                                                            | 2 310 185                                                            | 2 310 185                                                            | 2 310 185                                                            | 2 310 185                                                            | 2 310 185                                                            | 2 310 185                                                            | 2 310 185                                                            | 2 310 185                                                            | 2 310 185                                                            | 2 310 185                                                            | 2 310 185                                                            | 2 310 185                                                            | 2 310 185                                                            | 2 310 185                                                            | 2 310 185                                                            | 2 310 185                                                            | 2 310 185                                                            | 2 310 185                                                            | 2 310 185                                                            | 2 310 185                                                            | 2 310 185                                                            | 2 310 185                                                            | 2 310 185                                                            | 2 310 185                                                            | 2 310 185                                                            | 2 310 185                                                            | 2 310 185                                                            | 2 310 185                                                            | 2 310 185                                                            | 2 310 185                                                            | 2 310 185                                                            | 2 310 185                                                            | 2 310 185                                                            | 2 310 185                                                            | 2 310 185                                                            | 2 310 185                                                            | 2 310 185                                                            | 2 310 185                                                            | 2 310 185                                                            | 2 310 185                                                            | 2 310 185                                                            | 2 310 185                                                            | 2 310 185                                                            | 2 310 185                                                            | 2 310 185                                                            |                                                                      |                                                                      |                                                                      |                                                                      |                                                                      |                                                                      |                                                                      |                                                                      |                                                                      |                                                                      |                                                                      |                                                                      |                                                                      |                                                                      |                                                                      |                                                                      |                                                                      |                                                                      |                                                                      |
| 2019  | 2 456 343                                                            | 2 456 343                                                            | 2 456 343                                                            | 2 456 343                                                            | 2 456 343                                                            | 2 456 343                                                            | 2 456 343                                                            | 2 456 343                                                            | 2 456 343                                                            | 2 456 343                                                            | 2 456 343                                                            | 2 456 343                                                            | 2 456 343                                                            | 2 456 343                                                            | 2 456 343                                                            | 2 456 343                                                            | 2 456 343                                                            | 2 456 343                                                            | 2 456 343                                                            | 2 456 343                                                            | 2 456 343                                                            | 2 456 343                                                            | 2 456 343                                                            | 2 456 343                                                            | 2 456 343                                                            | 2 456 343                                                            | 2 456 343                                                            | 2 456 343                                                            | 2 456 343                                                            | 2 456 343                                                            | 2 456 343                                                            | 2 456 343                                                            | 2 456 343                                                            | 2 456 343                                                            | 2 456 343                                                            | 2 456 343                                                            | 2 456 343                                                            | 2 456 343                                                            | 2 456 343                                                            | 2 456 343                                                            | 2 456 343                                                            | 2 456 343                                                            | 2 456 343                                                            | 2 456 343                                                            | 2 456 343                                                            | 2 456 343                                                            | 2 456 343                                                            | 2 456 343                                                            | 2 456 343                                                            | 2 456 343                                                            | 2 456 343                                                            | 2 456 343                                                            | 2 456 343                                                            | 2 456 343                                                            | 2 456 343                                                            | 2 456 343                                                            | 2 456 343                                                            | 2 456 343                                                            | 2 456 343                                                            | 2 456 343                                                            | 2 456 343                                                            | 2 456 343                                                            | 2 456 343                                                            | 2 456 343                                                            | 2 456 343                                                            | 2 456 343                                                            | 2 456 343                                                            | 2 456 343                                                            |                                                                      |                                                                      |                                                                      |                                                                      |                                                                      |                                                                      |                                                                      |                                                                      |                                                                      |                                                                      |                                                                      |                                                                      |
| 2020  | 2 164 187                                                            | 2 164 187                                                            | 2 164 187                                                            | 2 164 187                                                            | 2 164 187                                                            | 2 164 187                                                            | 2 164 187                                                            | 2 164 187                                                            | 2 164 187                                                            | 2 164 187                                                            | 2 164 187                                                            | 2 164 187                                                            | 2 164 187                                                            | 2 164 187                                                            | 2 164 187                                                            | 2 164 187                                                            | 2 164 187                                                            | 2 164 187                                                            | 2 164 187                                                            | 2 164 187                                                            | 2 164 187                                                            | 2 164 187                                                            | 2 164 187                                                            | 2 164 187                                                            | 2 164 187                                                            | 2 164 187                                                            | 2 164 187                                                            | 2 164 187                                                            | 2 164 187                                                            | 2 164 187                                                            | 2 164 187                                                            | 2 164 187                                                            | 2 164 187                                                            | 2 164 187                                                            | 2 164 187                                                            | 2 164 187                                                            | 2 164 187                                                            | 2 164 187                                                            | 2 164 187                                                            | 2 164 187                                                            | 2 164 187                                                            | 2 164 187                                                            | 2 164 187                                                            | 2 164 187                                                            | 2 164 187                                                            | 2 164 187                                                            | 2 164 187                                                            | 2 164 187                                                            | 2 164 187                                                            | 2 164 187                                                            | 2 164 187                                                            | 2 164 187                                                            | 2 164 187                                                            | 2 164 187                                                            |                                                                      |                                                                      |                                                                      |                                                                      |                                                                      |                                                                      |                                                                      |                                                                      |                                                                      |                                                                      |                                                                      |                                                                      |                                                                      |                                                                      |                                                                      |                                                                      |                                                                      |                                                                      |                                                                      |                                                                      |                                                                      |                                                                      |                                                                      |                                                                      |                                                                      |                                                                      |
| 2021  | 2 093 476                                                            | 2 093 476                                                            | 2 093 476                                                            | 2 093 476                                                            | 2 093 476                                                            | 2 093 476                                                            | 2 093 476                                                            | 2 093 476                                                            | 2 093 476                                                            | 2 093 476                                                            | 2 093 476                                                            | 2 093 476                                                            | 2 093 476                                                            | 2 093 476                                                            | 2 093 476                                                            | 2 093 476                                                            | 2 093 476                                                            | 2 093 476                                                            | 2 093 476                                                            | 2 093 476                                                            | 2 093 476                                                            | 2 093 476                                                            | 2 093 476                                                            | 2 093 476                                                            | 2 093 476                                                            | 2 093 476                                                            | 2 093 476                                                            | 2 093 476                                                            | 2 093 476                                                            | 2 093 476                                                            | 2 093 476                                                            | 2 093 476                                                            | 2 093 476                                                            | 2 093 476                                                            | 2 093 476                                                            | 2 093 476                                                            | 2 093 476                                                            | 2 093 476                                                            | 2 093 476                                                            | 2 093 476                                                            | 2 093 476                                                            | 2 093 476                                                            | 2 093 476                                                            | 2 093 476                                                            | 2 093 476                                                            | 2 093 476                                                            | 2 093 476                                                            | 2 093 476                                                            | 2 093 476                                                            | 2 093 476                                                            |                                                                      |                                                                      |                                                                      |                                                                      |                                                                      |                                                                      |                                                                      |                                                                      |                                                                      |                                                                      |                                                                      |                                                                      |                                                                      |                                                                      |                                                                      |                                                                      |                                                                      |                                                                      |                                                                      |                                                                      |                                                                      |                                                                      |                                                                      |                                                                      |                                                                      |                                                                      |                                                                      |                                                                      |                                                                      |                                                                      |
| 2022  | 2 043 900                                                            | 2 043 900                                                            | 2 043 900                                                            | 2 043 900                                                            | 2 043 900                                                            | 2 043 900                                                            | 2 043 900                                                            | 2 043 900                                                            | 2 043 900                                                            | 2 043 900                                                            | 2 043 900                                                            | 2 043 900                                                            | 2 043 900                                                            | 2 043 900                                                            | 2 043 900                                                            | 2 043 900                                                            | 2 043 900                                                            | 2 043 900                                                            | 2 043 900                                                            | 2 043 900                                                            | 2 043 900                                                            | 2 043 900                                                            | 2 043 900                                                            | 2 043 900                                                            | 2 043 900                                                            | 2 043 900                                                            | 2 043 900                                                            | 2 043 900                                                            | 2 043 900                                                            | 2 043 900                                                            | 2 043 900                                                            | 2 043 900                                                            | 2 043 900                                                            | 2 043 900                                                            | 2 043 900                                                            | 2 043 900                                                            | 2 043 900                                                            | 2 043 900                                                            | 2 043 900                                                            | 2 043 900                                                            | 2 043 900                                                            | 2 043 900                                                            | 2 043 900                                                            | 2 043 900                                                            | 2 043 900                                                            | 2 043 900                                                            | 2 043 900                                                            | 2 043 900                                                            |                                                                      |                                                                      |                                                                      |                                                                      |                                                                      |                                                                      |                                                                      |                                                                      |                                                                      |                                                                      |                                                                      |                                                                      |                                                                      |                                                                      |                                                                      |                                                                      |                                                                      |                                                                      |                                                                      |                                                                      |                                                                      |                                                                      |                                                                      |                                                                      |                                                                      |                                                                      |                                                                      |                                                                      |                                                                      |                                                                      |                                                                      |                                                                      |
| 2023  | 2 043 800                                                            | 2 043 800                                                            | 2 043 800                                                            | 2 043 800                                                            | 2 043 800                                                            | 2 043 800                                                            | 2 043 800                                                            | 2 043 800                                                            | 2 043 800                                                            | 2 043 800                                                            | 2 043 800                                                            | 2 043 800                                                            | 2 043 800                                                            | 2 043 800                                                            | 2 043 800                                                            | 2 043 800                                                            | 2 043 800                                                            | 2 043 800                                                            | 2 043 800                                                            | 2 043 800                                                            | 2 043 800                                                            | 2 043 800                                                            | 2 043 800                                                            | 2 043 800                                                            | 2 043 800                                                            | 2 043 800                                                            | 2 043 800                                                            | 2 043 800                                                            | 2 043 800                                                            | 2 043 800                                                            | 2 043 800                                                            | 2 043 800                                                            | 2 043 800                                                            | 2 043 800                                                            | 2 043 800                                                            | 2 043 800                                                            | 2 043 800                                                            | 2 043 800                                                            | 2 043 800                                                            | 2 043 800                                                            | 2 043 800                                                            | 2 043 800                                                            | 2 043 800                                                            | 2 043 800                                                            | 2 043 800                                                            | 2 043 800                                                            | 2 043 800                                                            | 2 043 800                                                            |                                                                      |                                                                      |                                                                      |                                                                      |                                                                      |                                                                      |                                                                      |                                                                      |                                                                      |                                                                      |                                                                      |                                                                      |                                                                      |                                                                      |                                                                      |                                                                      |                                                                      |                                                                      |                                                                      |                                                                      |                                                                      |                                                                      |                                                                      |                                                                      |                                                                      |                                                                      |                                                                      |                                                                      |                                                                      |                                                                      |                                                                      |                                                                      |

### Évolution du logo

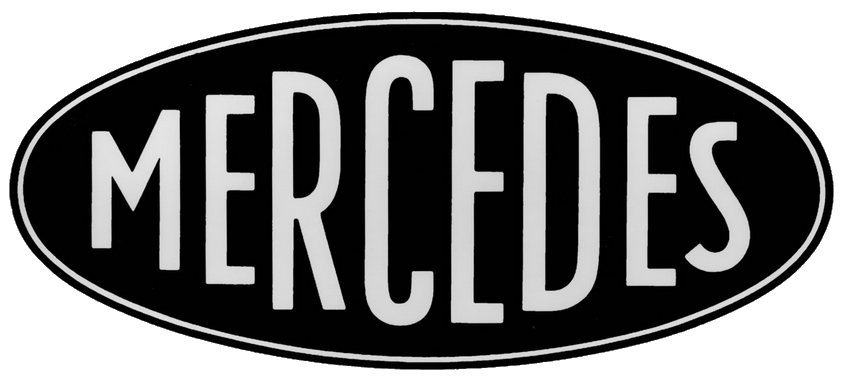
Logo de 1902 à 1909
Logo en 1909 (1re version)
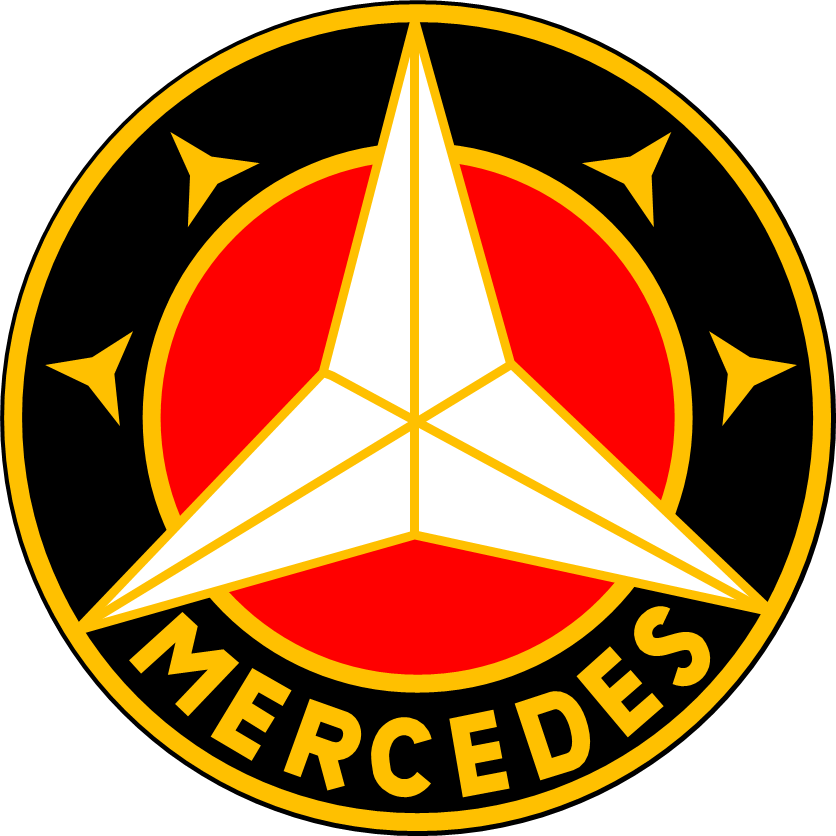
Logo de 1909 à 1926
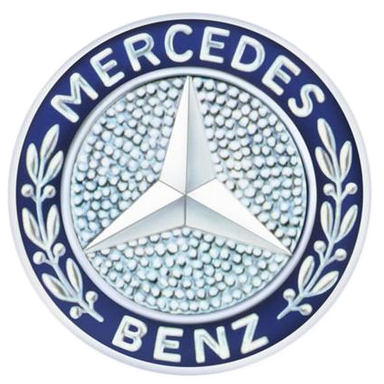
Logo de 1926 à 1980
Logo de 1980 à 1989
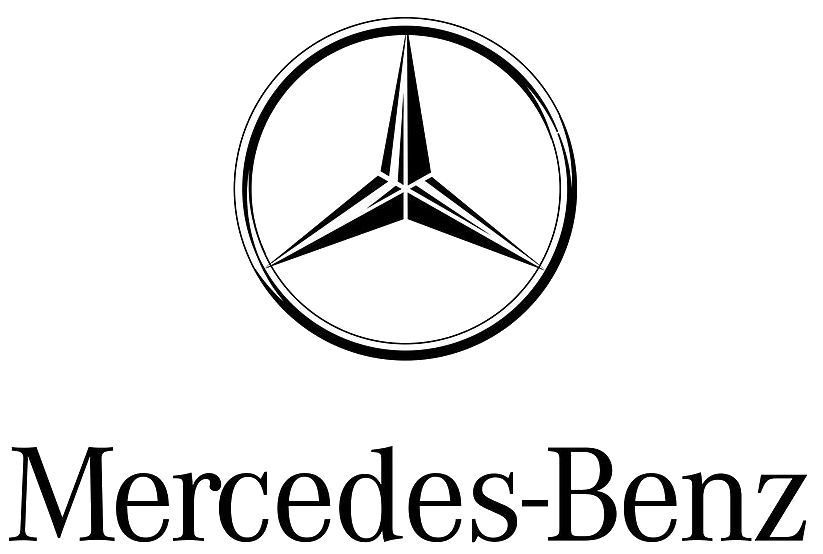
Logo de 1989 à 2008
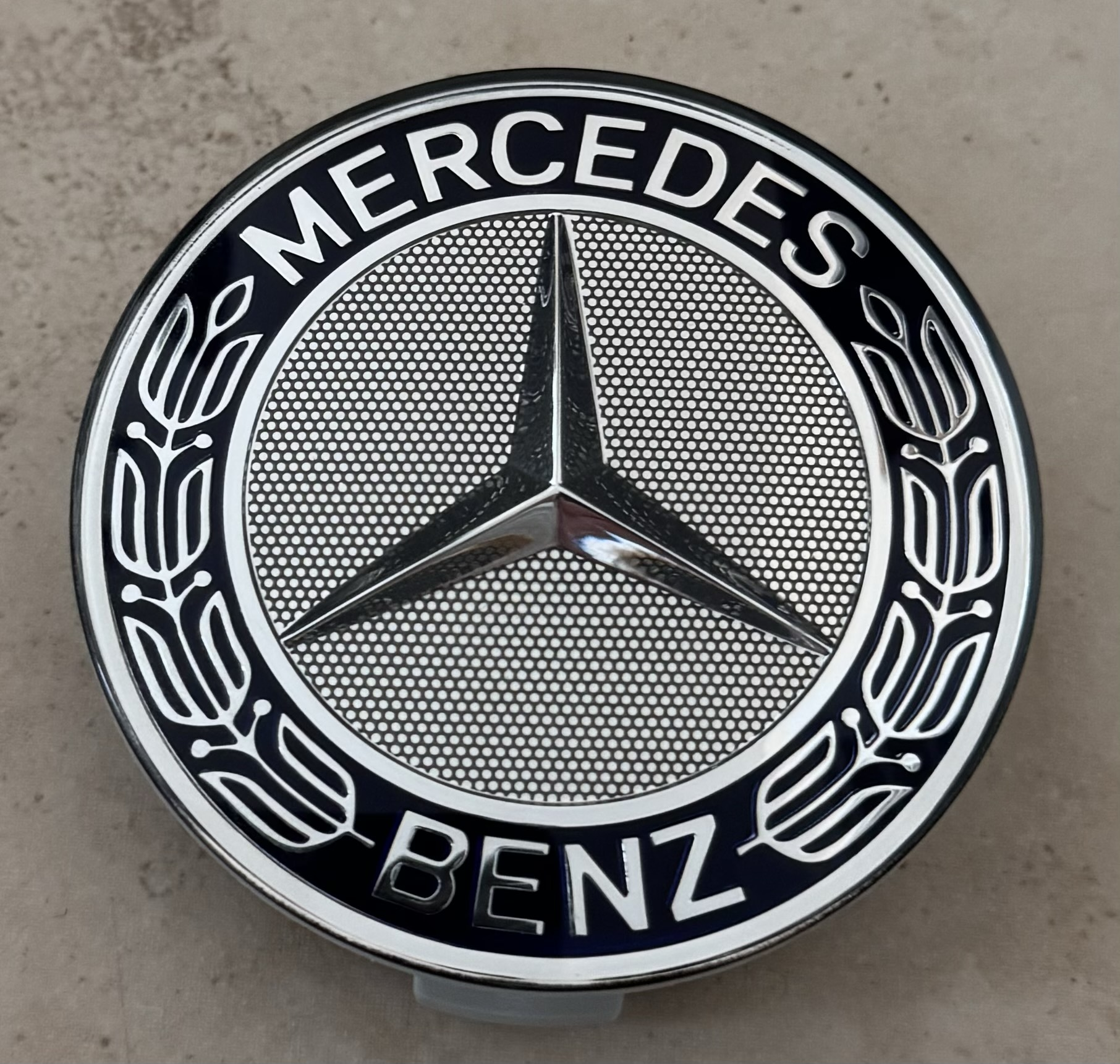
Logo fin des années 1990
Logo de 2008 à 2011
Logo de 2011 à 2022
Logo depuis 2022

## Les véhicules

### Comprendre la désignation

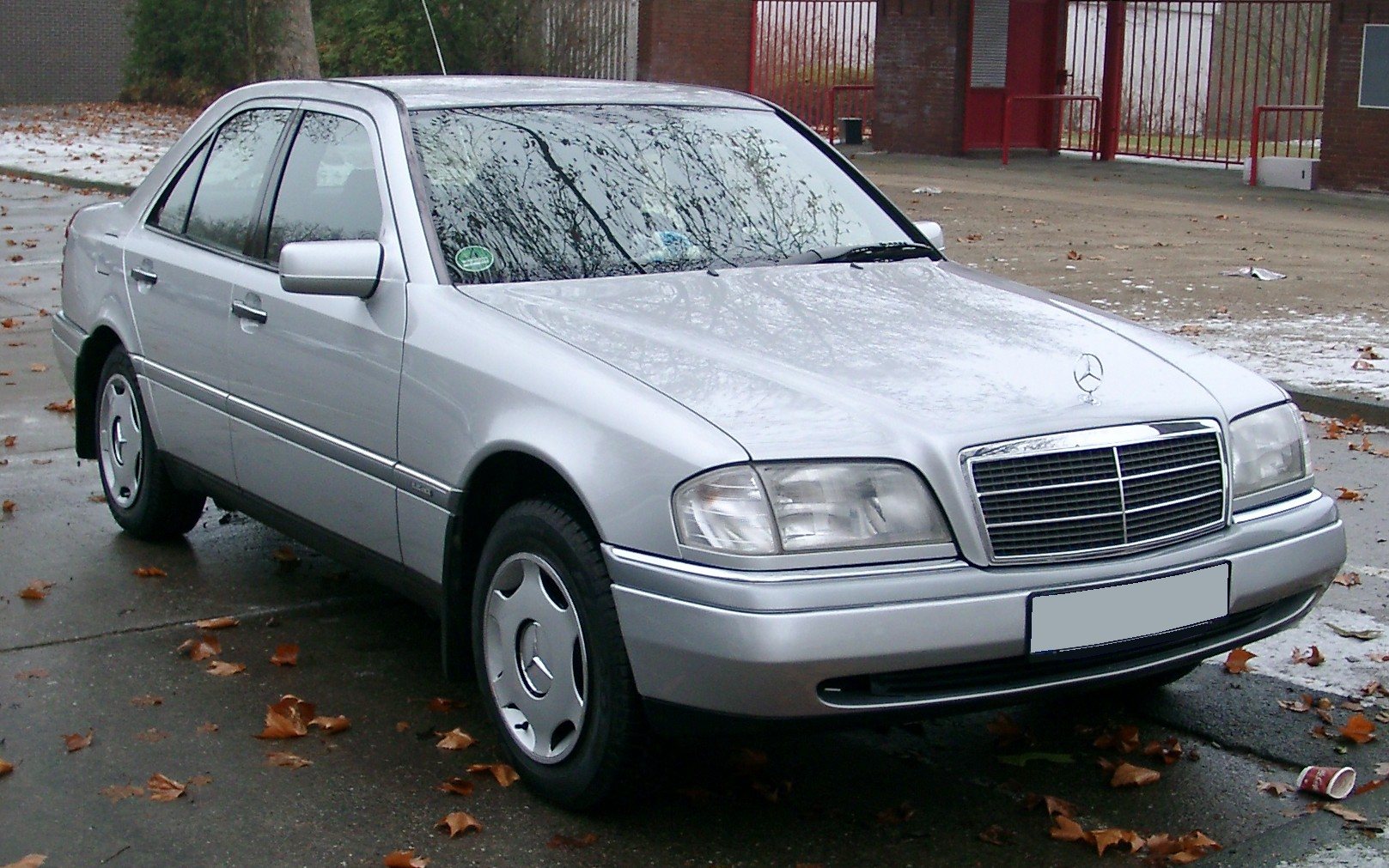
Mercedes-Benz Type 202 (Classe C).

Désigner une Mercedes-Benz avec précision est assez simple lorsque l'on connaît le fonctionnement des désignations.
- Celle-ci se désigne par une Classe (Classe A, B, C, E, S…) pour les véhicules d’aujourd’hui, une Série (Série 190, 300, 500) pour les véhicules des années 1970 à 1990, ou une carrosserie spécifique (Ponton, Heckflosse…) pour les véhicules des années 1950 et 1960.
- Puis vient ensuite le nom de code interne qui est défini par une lettre et un numéro (W222, C216, X204…). Ces trois numéros correspondent au type de véhicule. Ce sont les premiers chiffres du numéro de châssis et permettent également la nomination des pièces détachées. Quant à la lettre, elle correspond à la carrosserie du véhicule (berline, coupé, tout-terrain…).
- Vient après le nom du modèle qui est, dans la plupart des cas, défini par la cylindrée du moteur. Une lettre et un numéro, ou inversement, sont inscrits le plus souvent sur le coffre du véhicule (A180 CDI, qui a une cylindrée d'environ 1,8 L, CDI indique que c'est un moteur diesel).
- Pour les véhicules récents, une finition peut être donnée à la voiture, on peut le distinguer sur les portières avant (Classic, Avantgarde…).
- Et enfin, puisque chaque modèle peut avoir plusieurs moteurs différents, chacun d'eux est nommé comme les véhicules : une ou deux lettres et un numéro. La lettre M pour les essences et OM (Öl Motor) pour les diesel (M 180, OM 470…).
  - Exemple véhicule ancien : Mercedes-Benz Heckflosse - W111 - 230 S - M 180.
  - Exemple véhicule actuel : Mercedes-Benz Classe G - W463 - G 63 AMG 6x6 - M 157.
  - Exemple véhicule lourd : Mercedes-Benz - O530 - Citaro Facelift - OM 470.

#### Les classes et dénomination

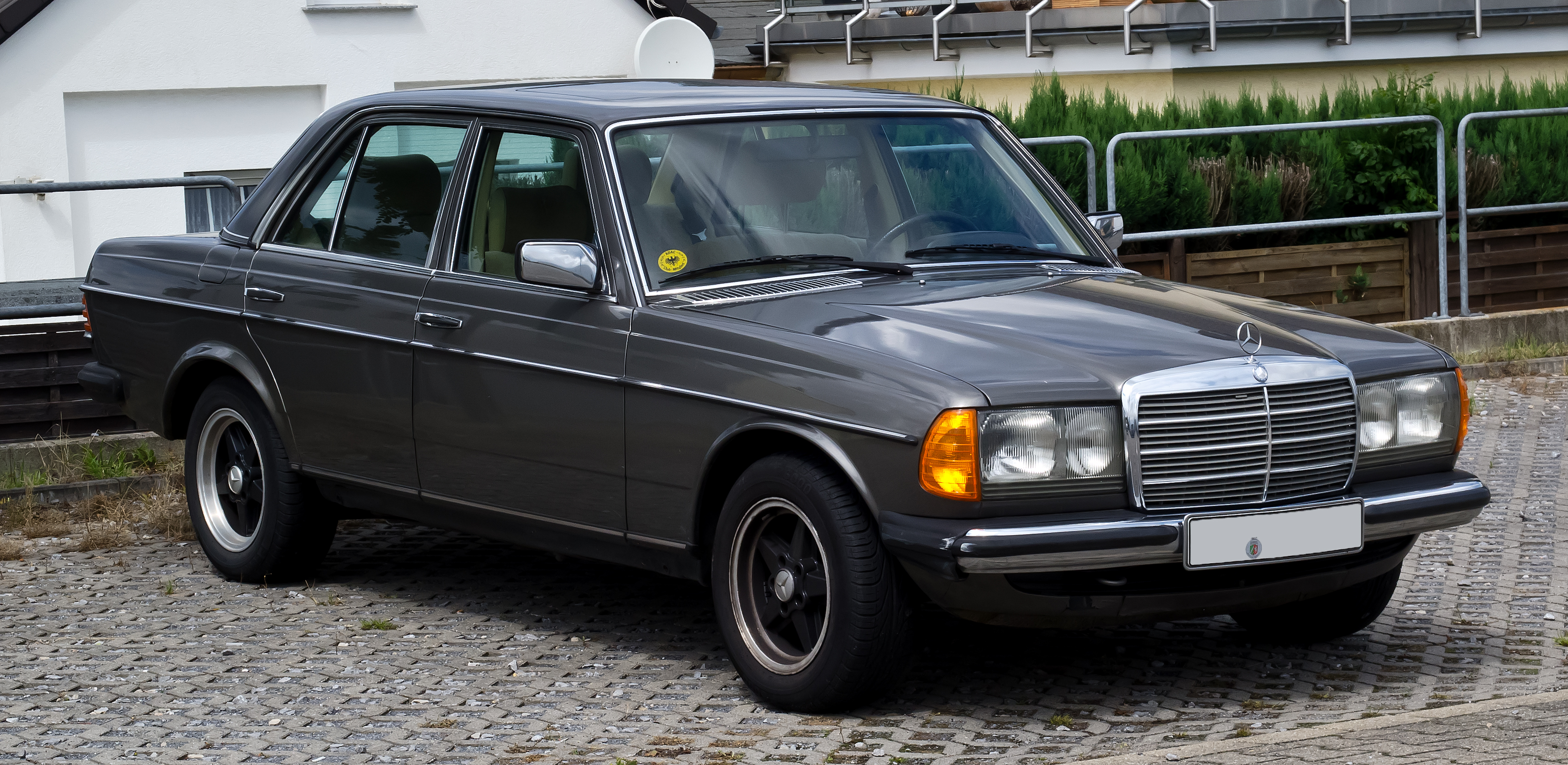
Mercedes-Benz 280 E (W123).

La désignation des classes a été créée en 1993 lors du lancement de la Type 202 de la gamme Familiale (Classe C). Entre 1993 et 2015, la dénomination n'était pas centrée sur le niveau de gamme et la distinction se faisait entre les berlines (C, E, S), les coupés (CLK, CL), les roadsters (SLK, SL) et les tout-terrains (G, GLK, GL, ML). Depuis 2015, la dénomination est centrée sur le niveau de gamme (A, C, E, S) en ajoutant le préfixe CL pour les coupés 4 portes, SL pour les roadsters et GL pour les SUV. Il existe aujourd'hui plus de quinze Classes disponibles.
Avant les Classes, les différents modèles étaient nommés selon leurs motorisations et le type de carrosserie. Par exemple, un modèle avec un moteur 3 litres à injection prend la dénomination 300 E pour la gamme W 124 et 300 SE pour la classe S W 126. Le même modèle à empattement long prend la dénomination 300 SEL et le coupé 300 SEC.

#### Les codes internes
- W pour les berlines
- C pour les coupés
- S pour les breaks
- A pour les décapotables

Exemples :
- Berlines tri corps : W203 ; W211
- Breaks : S20
- Coupés : C208 ; C209 ; C207
- Convertibles : A207 ; A209

### Véhicules particuliers
Les véhicules de tourisme Mercedes-Benz font partie de la division Mercedes-Benz Cars (MBC) qui appartient à Mercedes-Benz Group.

#### Camions

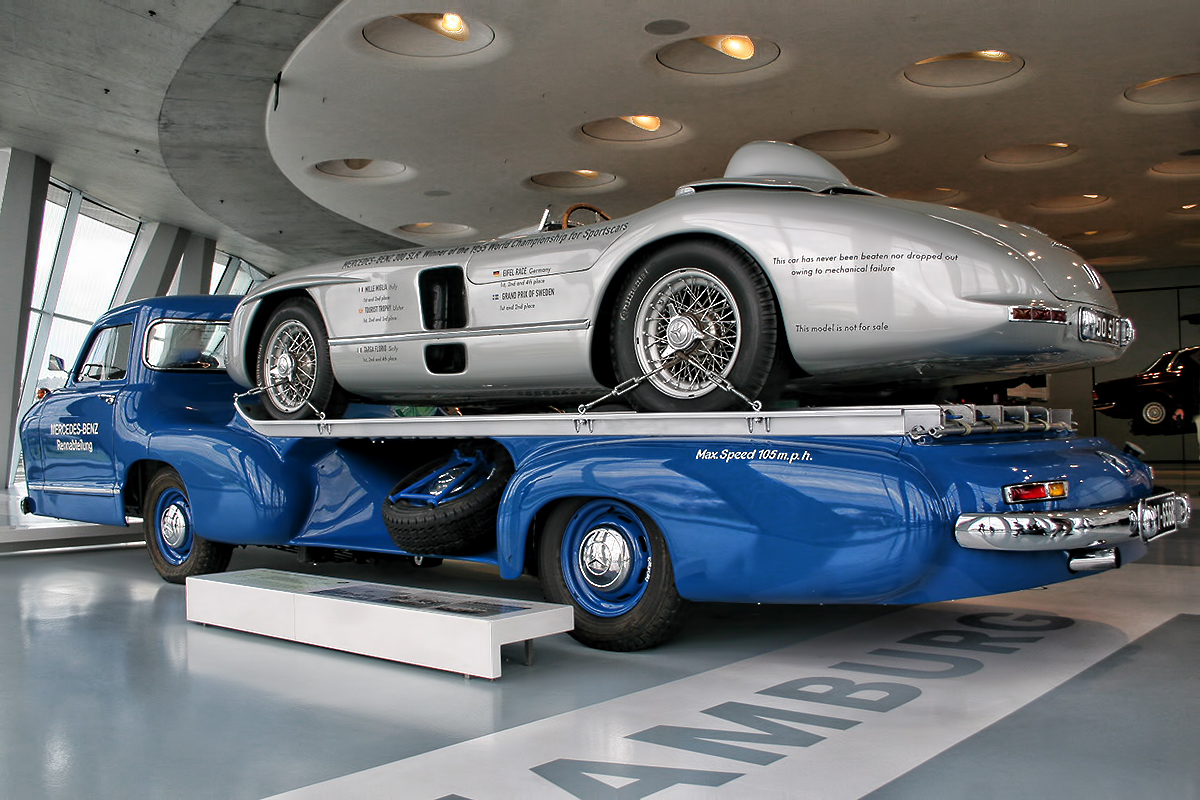
Une Mercedes-Benz 300 SLR sur un Mercedes-Benz Renntransporter.

### Préparateurs/Tuning
Nombre de préparateurs automobiles se sont spécialisés sur les modèles de la marque Mercedes-Benz afin de rendre ces véhicules plus performants et plus exclusifs :
- AMG, préparateur officiel, appartenant à Mercedes-Benz.
- FAB Design
- Brabus
- Carlsson (en)
- Carat-Duchatelet
- Expression Motorsport
- Kleemann
- Lorinser
- Renntech
- MKB
- Pullman
- Kazim
- Väth

#### AMG
Depuis 1999, le préparateur AMG fait partie intégrante de Mercedes-Benz. C'est l'occasion pour Mercedes-Benz de proposer alors dans sa gamme des modèles voués à la performance. Le principal concurrent de Mercedes-Benz, BMW, était l'un des seuls à proposer des modèles très performants tels que les M3 et M5. AMG a revisité la quasi-totalité des modèles Mercedes-Benz afin d'en augmenter les performances. Ses modèles se retrouvent aujourd'hui confrontés aux modèles sportifs de BMW (1M/M1, M2, M3, M4, M5, M6, M8, X5M, X6M, X7M), Audi (S1, S3, S4, S5, SQ5, S6, S7, S8, SQ8, RS2, RS3, RS4, RS5, RS6, RS7, R8, RSQ8, RSQ8R), ou encore à Ferrari ou Porsche.
AMG s'est fait connaître du grand public en fournissant depuis de nombreuses années les voitures de sécurité des épreuves de Formule 1.
AMG propose avec la marque Brabus une des plus larges gammes automobiles-sportives (+ de 500 ch) au monde[réf. nécessaire]. Des éditions encore plus sportives existent également, appelées « Black Series ».

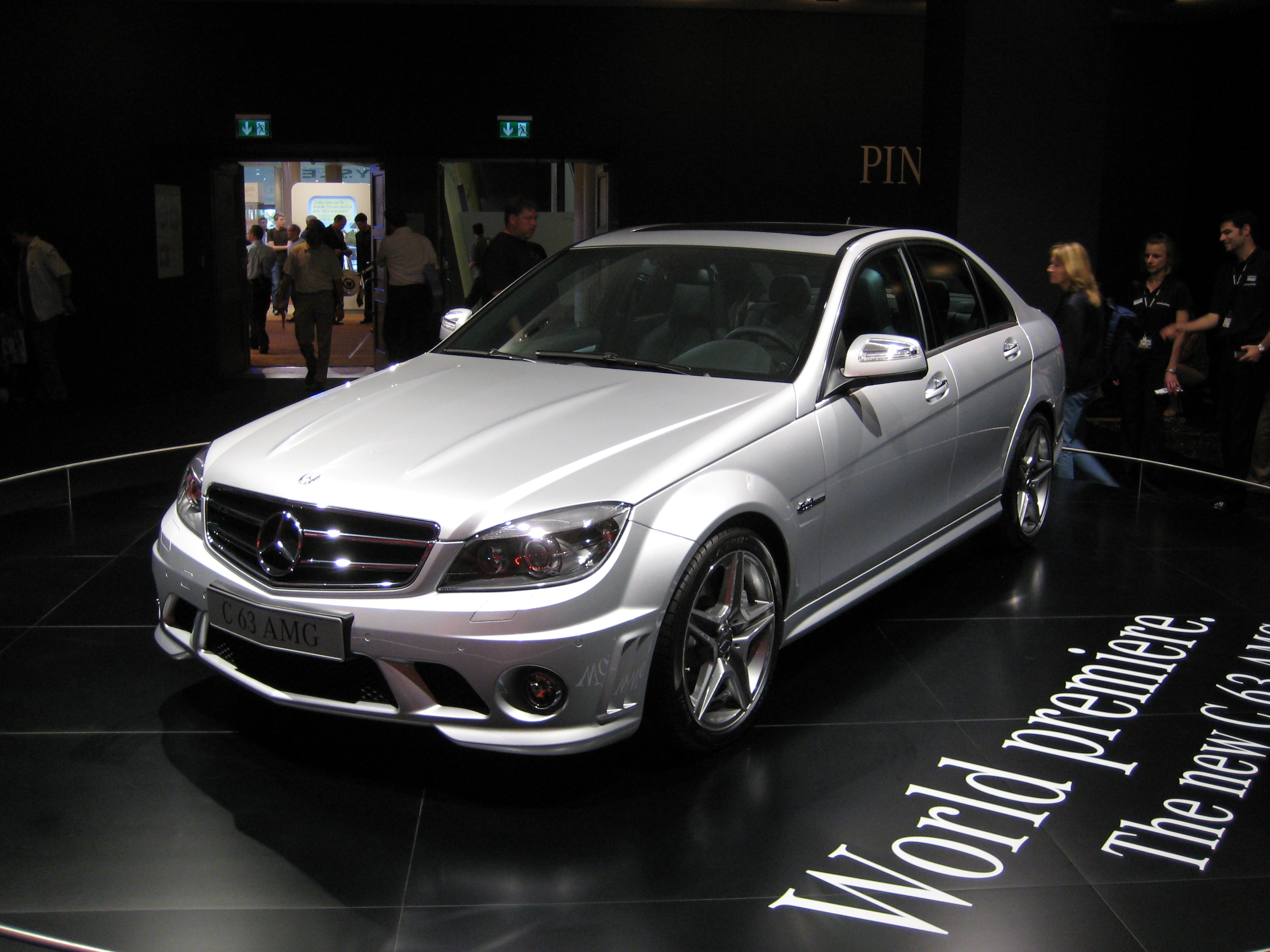
C 63 AMG
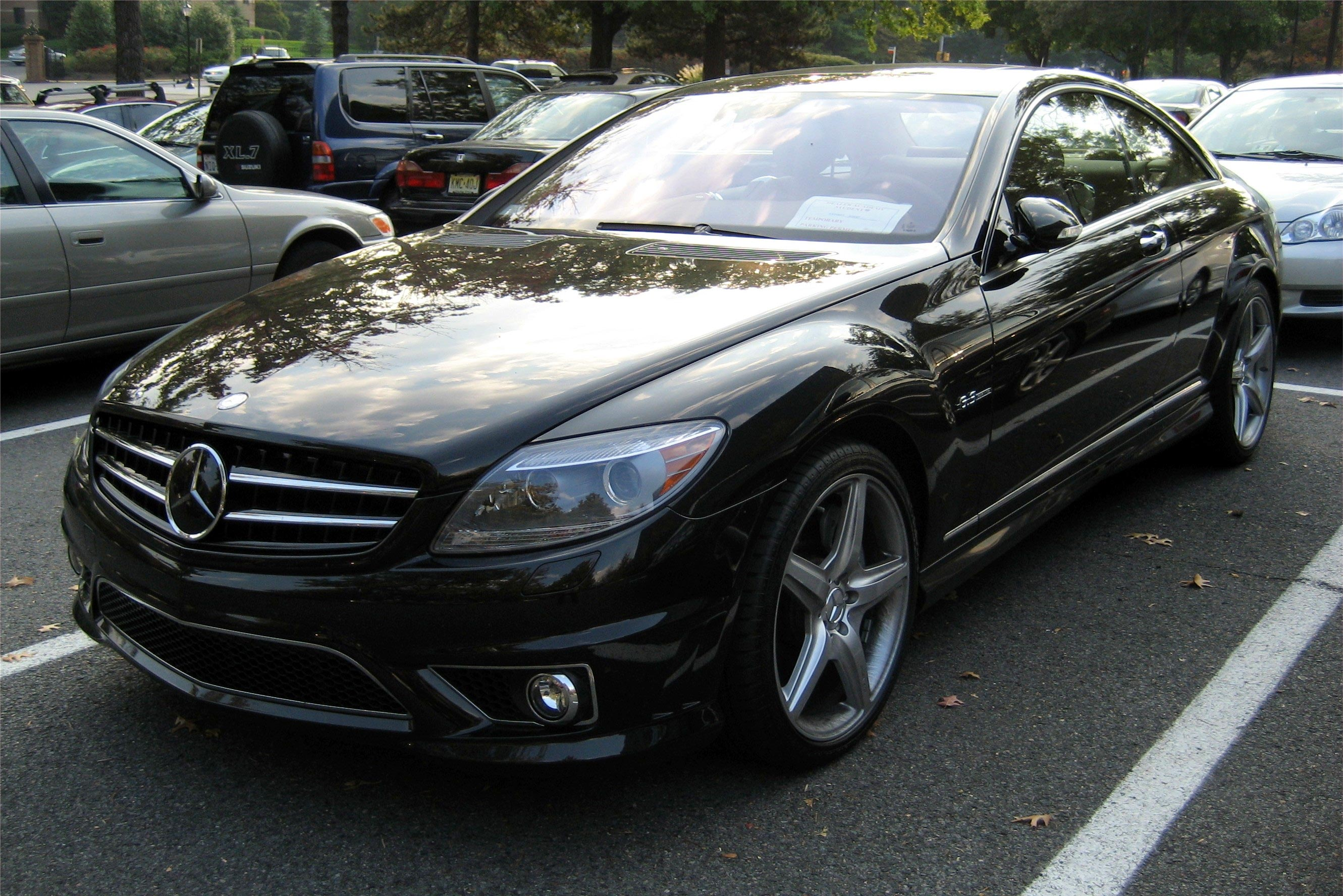
CL 63 AMG
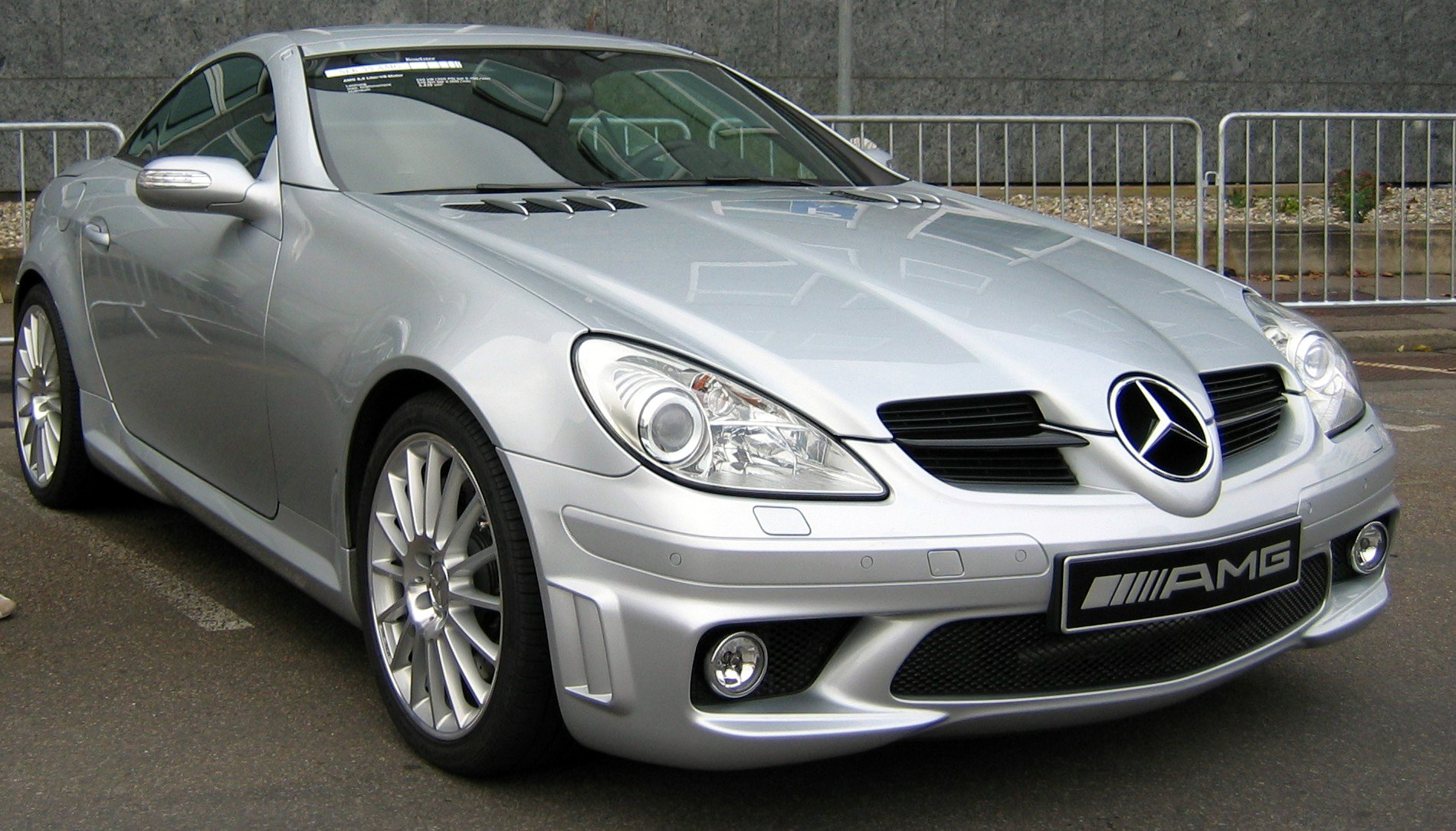
SLK 55 AMG
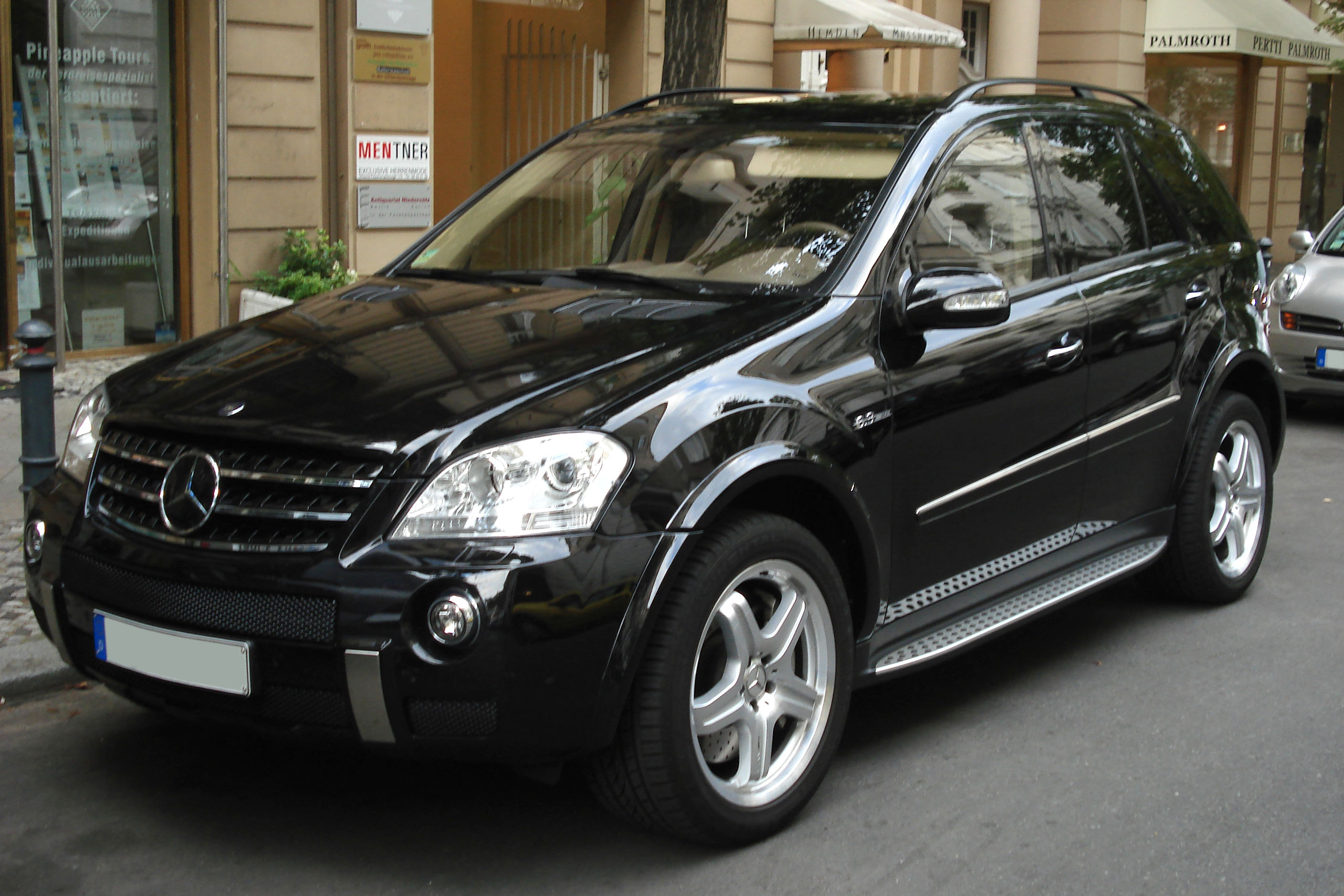
ML 63 AMG

### Motoriste aéronautique
Durant l'entre-deux-guerres et la Seconde Guerre mondiale, la firme produisit également des moteurs aéronautiques :
- Daimler-Benz DB 600
- Daimler-Benz DB 601 (en) / DB 606
- Daimler-Benz DB 602
- Daimler-Benz DB 603
- Daimler-Benz DB 604 (en) (expérimental)
- Daimler-Benz DB 605 / DB 610

## Compétition automobile
L'histoire de Mercedes en compétition est aussi ancienne que la course automobile. La première période faste est celle des années 1930 où avec l'autre firme allemande Auto Union, les voitures à l'étoile à trois branches gagnent le surnom de Flèches d'Argent en exerçant une nette domination sur les épreuves disputées à l'époque.

### Les débuts

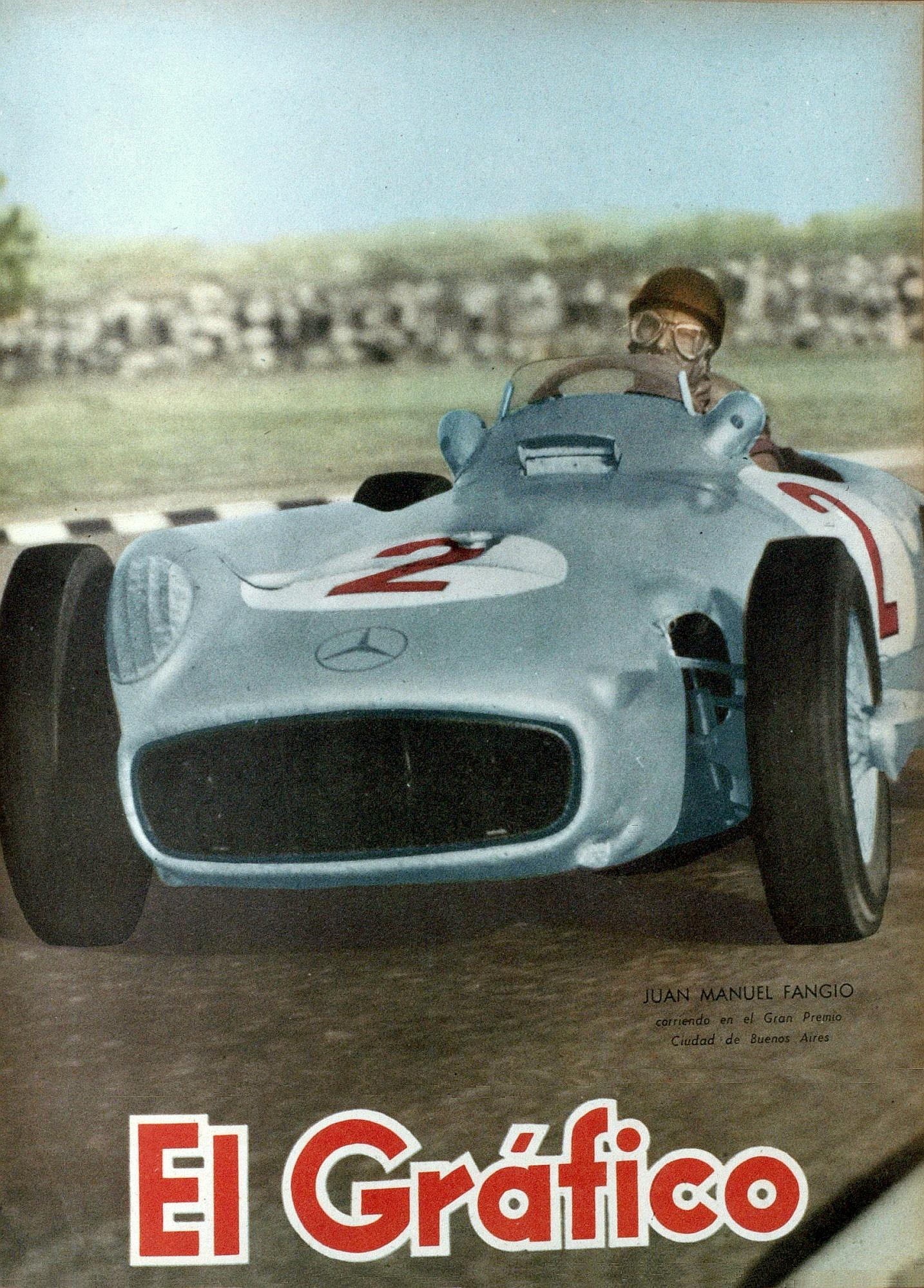
Juan Manuel Fangio en 1955, sur la W196.

Mercedes-Benz participe au championnat du monde de Formule 1 dès ses débuts dans les années 1950, et remporte deux titres des pilotes avec Juan Manuel Fangio en 1954 et en 1955. Les Flèches d'Argent sont également dans la même période des protagonistes majeures des 24 Heures du Mans où elles réalisent un doublé en 1952. Mais le 12 juin 1955 dans la Sarthe, le Français Pierre Levegh est victime au deuxième jour de course d'un terrible accident, des éléments de sa 300 SLR semant la mort dans le public, provoquant plus de 80 décès. Mercedes se retire de la compétition automobile après ce drame, pour trois décennies.

### 1985-1991/1997-1999: présence dans le monde de l'endurance

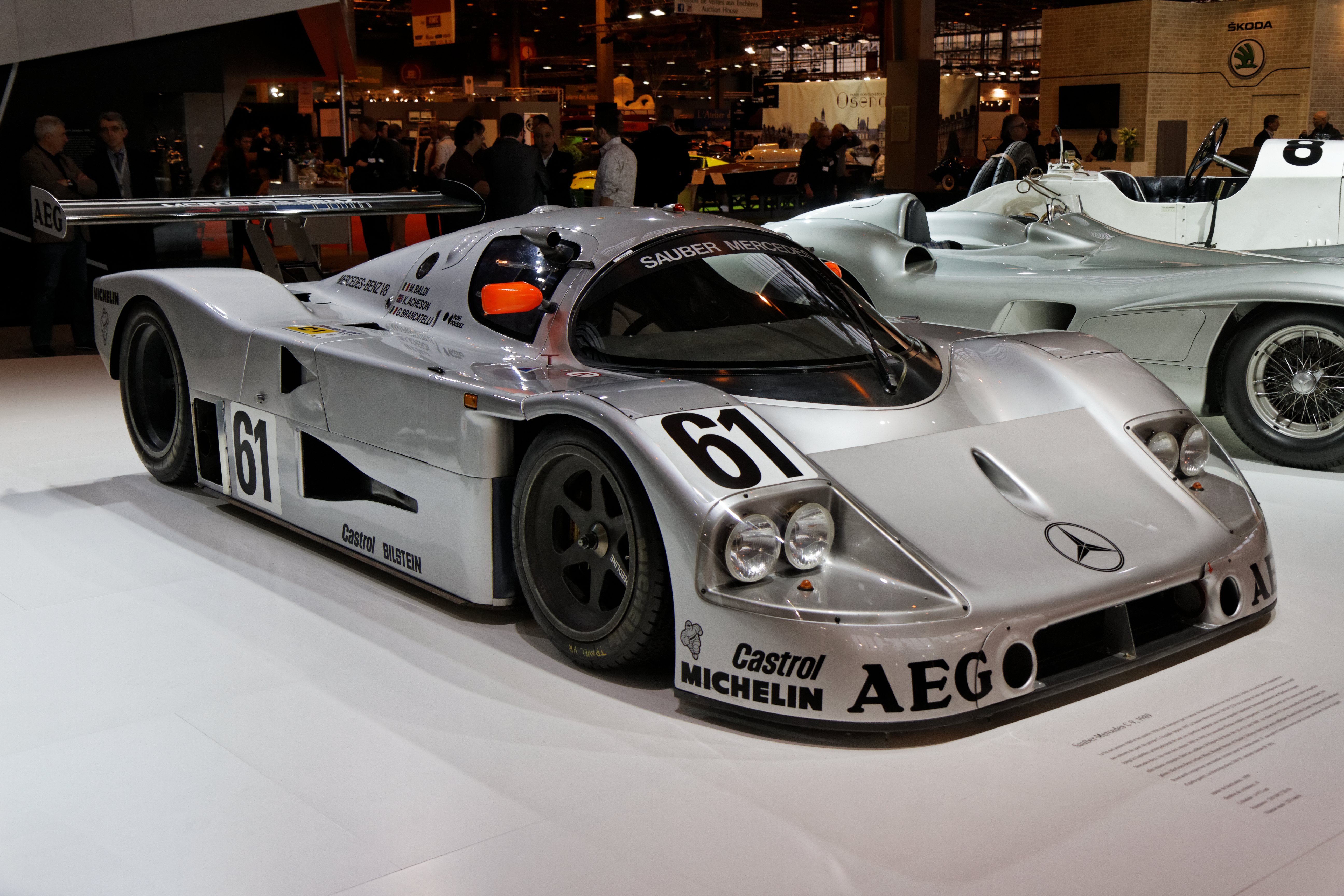
La Sauber C9

De 1985 et 1987, Mercedes motorise la Sauber C8 d'un 5.0L Turbo V8.
En 1988, la Sauber C9 à moteur Mercedes termine deuxième du Championnat du Monde des Voitures de Sports 1988. Au 24 heures du Mans 1988, l'écurie déclare forfait à la suite d'un problème de pneumatiques.
La Sauber C9 réalise un doublé aux 24 heures du Mans 1989 face à Jaguar et remporte le Championnat du Monde des Voitures de Sports 1989.
En 1990, la Sauber Mercedes C11 remporte toutes les manches du Championnat du Monde des Voitures de Sports. En 1991, les flèches d'argent reviennent au Mans, mais après avoir dominé toute la course, la C11 abandonne au 319e tour et laisse Mazda filer vers sa première victoire au Mans. En 1992, la C292 est lancée mais la fin du groupe C et le départ de Sauber et de Mercedes en F1 pour 1993 n'a pas donné suite au projet.

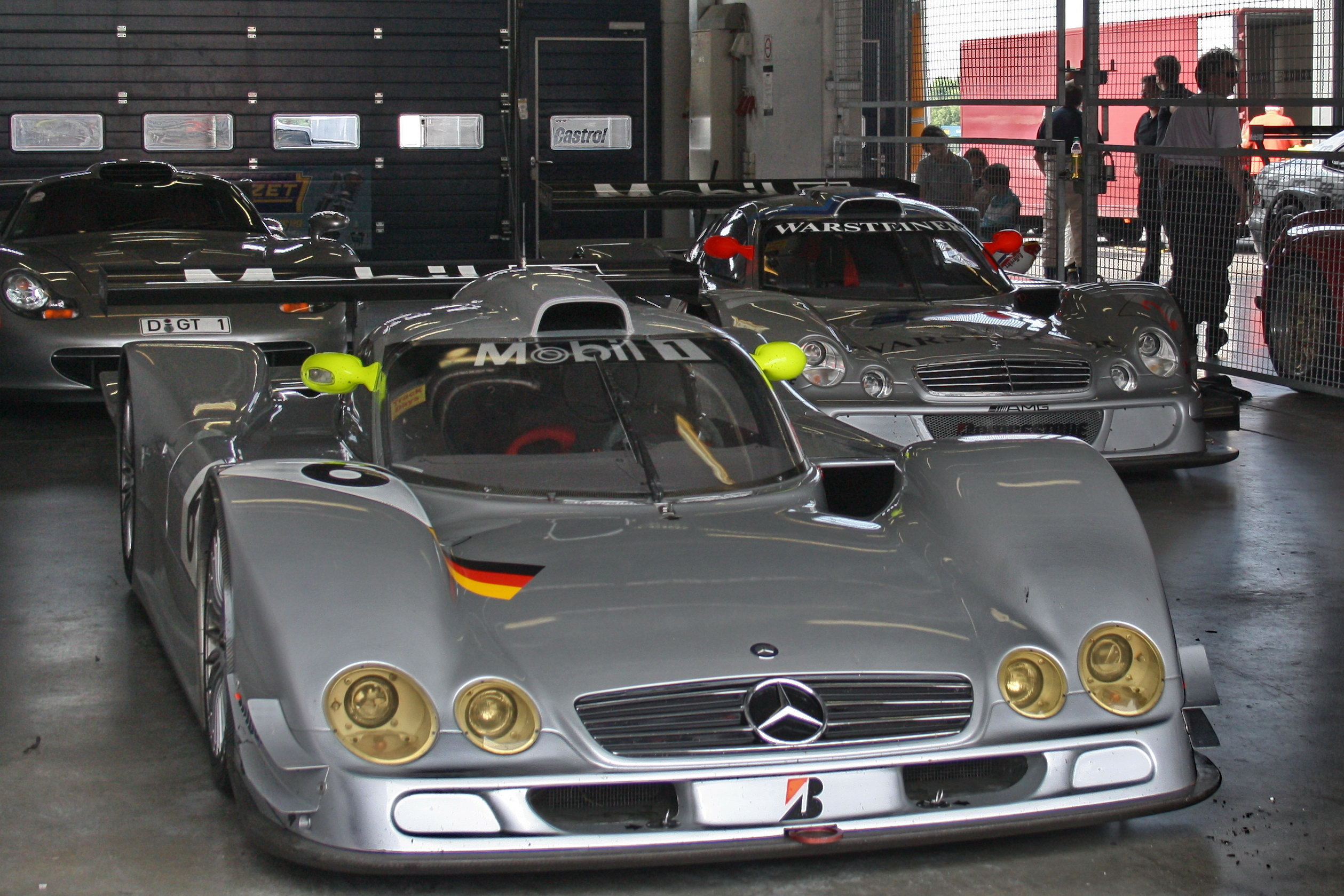
La Mercedes CLR

En 1997, Mercedes débarque en FIA GT et s'impose au championnat en 1997 et 1998 avec la CLK-GTR piloté par Bernd Scheider en 1997 et Ricardo Zonta et Klaus Ludwing en 1998. Mercedes lance la CLK-LM pour les 24 Heures du Mans 1998. Après avoir monopolisé les deux premières places qualificatives, Mercedes part grand favori de l'édition, mais un double abandon très tôt en course va mettre un terme aux espoirs de victoire cette année-là.
En 1999, Mercedes lance la CLR uniquement pour les 24 heures du Mans. La CLR souffre d'un énorme problème de conception aérodynamique qui l'a fait décoller aux essais puis aux warm-up qui entraînera le forfait d'une des trois voitures. Malgré cet épisode la voiture se montre compétitive face à la BMW V12 LMR et à la Toyota GT-One. Mais un nouveau décollage de la CLR en course mettra un terme à l'aventure puisque la 3e Mercedes se retire par forfait.

### En Formule 1

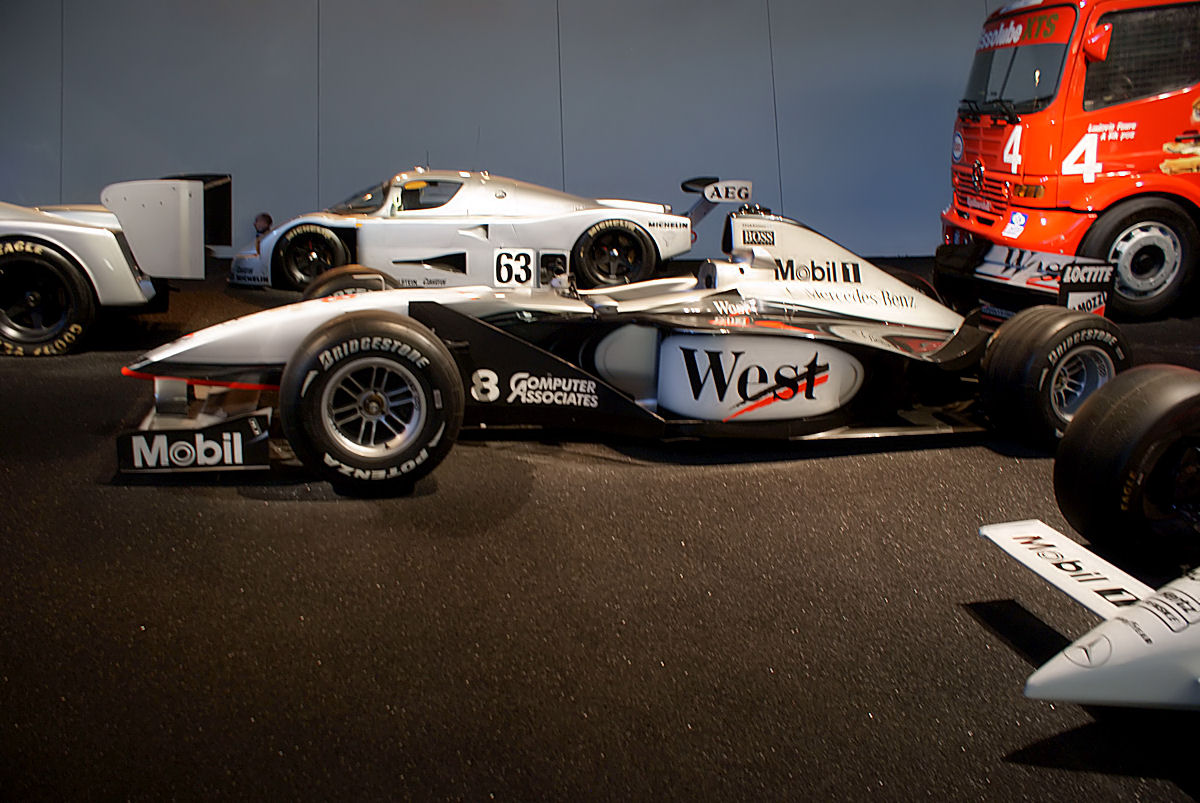
La McLaren MP4-13 à moteur Mercedes remporte les titres mondiaux 1998

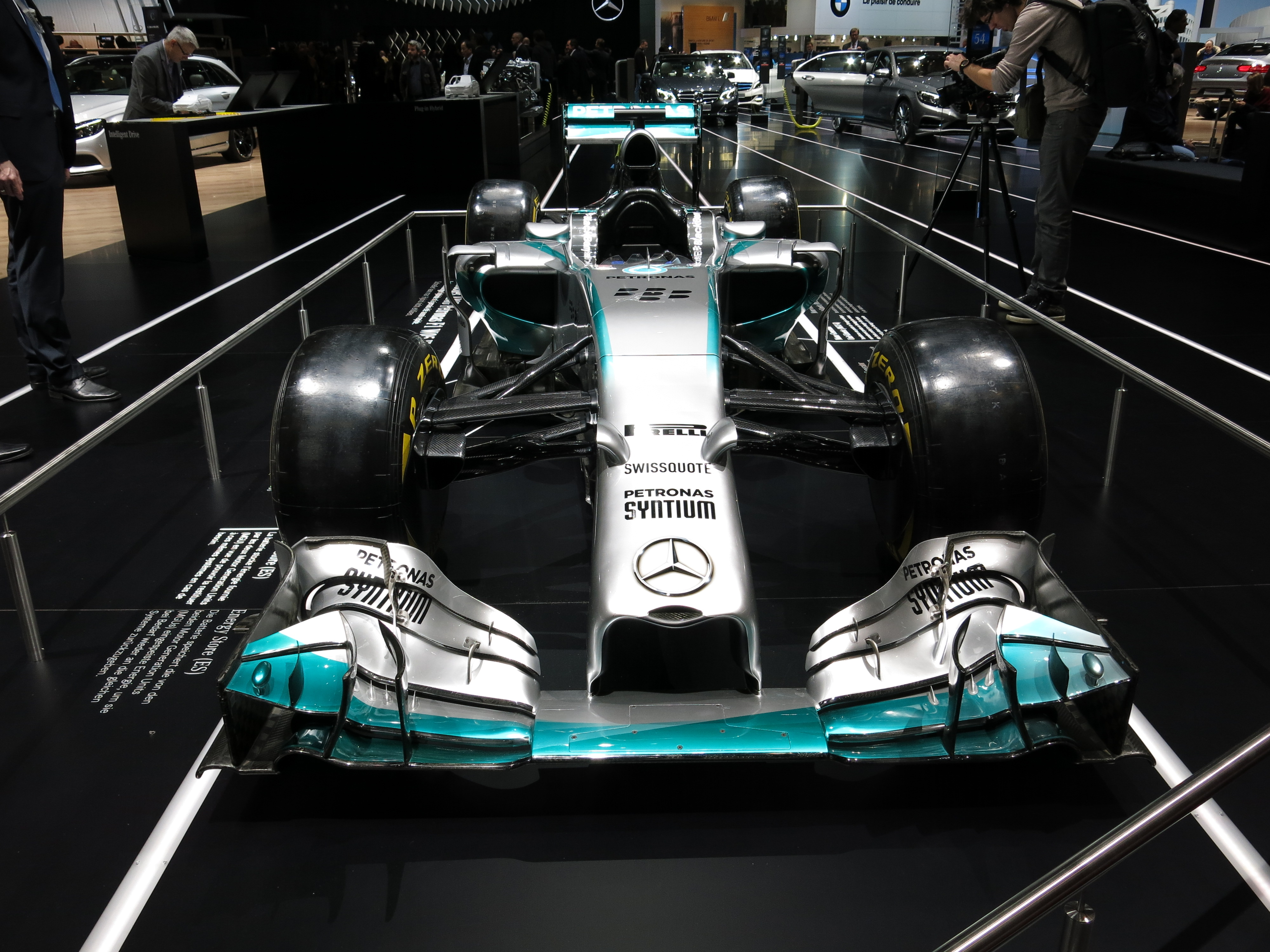
La Mercedes AMG F1 W05 Hybrid de 2014, première Mercedes de Formule 1 à devenir championne du monde des pilotes et des constructeurs

Mercedes-Benz revient en Formule 1 dans les années 1990, tout d'abord en tant que motoriste de l'écurie Sauber en 1994, puis en tant que motoriste de l'écurie McLaren de 1995 à 2014. Avec l'écurie britannique, elle remporte trois titres des pilotes avec Mika Häkkinen en 1998, raflant également le titre constructeurs, et 1999 et Lewis Hamilton en 2008. De 2009 à 2019, l'écurie indienne Force India se voit également fournir ses moteurs par le constructeur allemand depuis 2009, tout comme son successeur, Racing Point F1 Team, à partir de l'année suivante.
Fin 2009, Mercedes-Benz rachète l'écurie championne du monde en titre, Brawn Grand Prix, à laquelle elle fournissait son moteur, et s'engage sous son nom propre Mercedes Grand Prix en championnat du monde en 2010, tout en restant motoriste de McLaren et de Force India. La direction d'équipe prend la décision d'engager un duo de pilotes allemands, grâce au retour à la compétition du septuple champion du monde Michael Schumacher, qui devient équipier de Nico Rosberg. Schumacher se retire définitivement à l'issue de la saison 2012, et Lewis Hamilton rejoint Nico Rosberg dans le baquet de la W04 en 2013. En 2014, s'ouvre l'ère des moteurs turbo-hybrides qui marque le début d'une période de domination implacable de l'écurie allemande sous la houlette de Toto Wolff. Les très performantes W05 et W06, sont championnes du monde en 2014 et 2015 respectivement, et offrent le titre des pilotes à Hamilton. La W07, championne du monde à son tour, offre son unique titre de champion du monde à Nico Rosberg en 2016. L'Allemand part à la retraite à l'issue de la saison et est remplacé par le Finlandais Valtteri Bottas, qui épaule Lewis Hamilton au volant des W08, W09, W10, W11 et W12, également championnes du monde. Hamilton remporte le titre mondial en 2017, 2018, 2019 et 2020, tandis que l'écurie parvient en 2021 à un record de huit sacres consécutifs chez les constructeurs.
Depuis 2014, Mercedes-Benz motorise également les écuries britanniques Williams et Aston Martin, et a fourni ses moteurs à l'écurie Lotus en 2015, ainsi qu'à l'écurie Manor en 2016.

### DTM

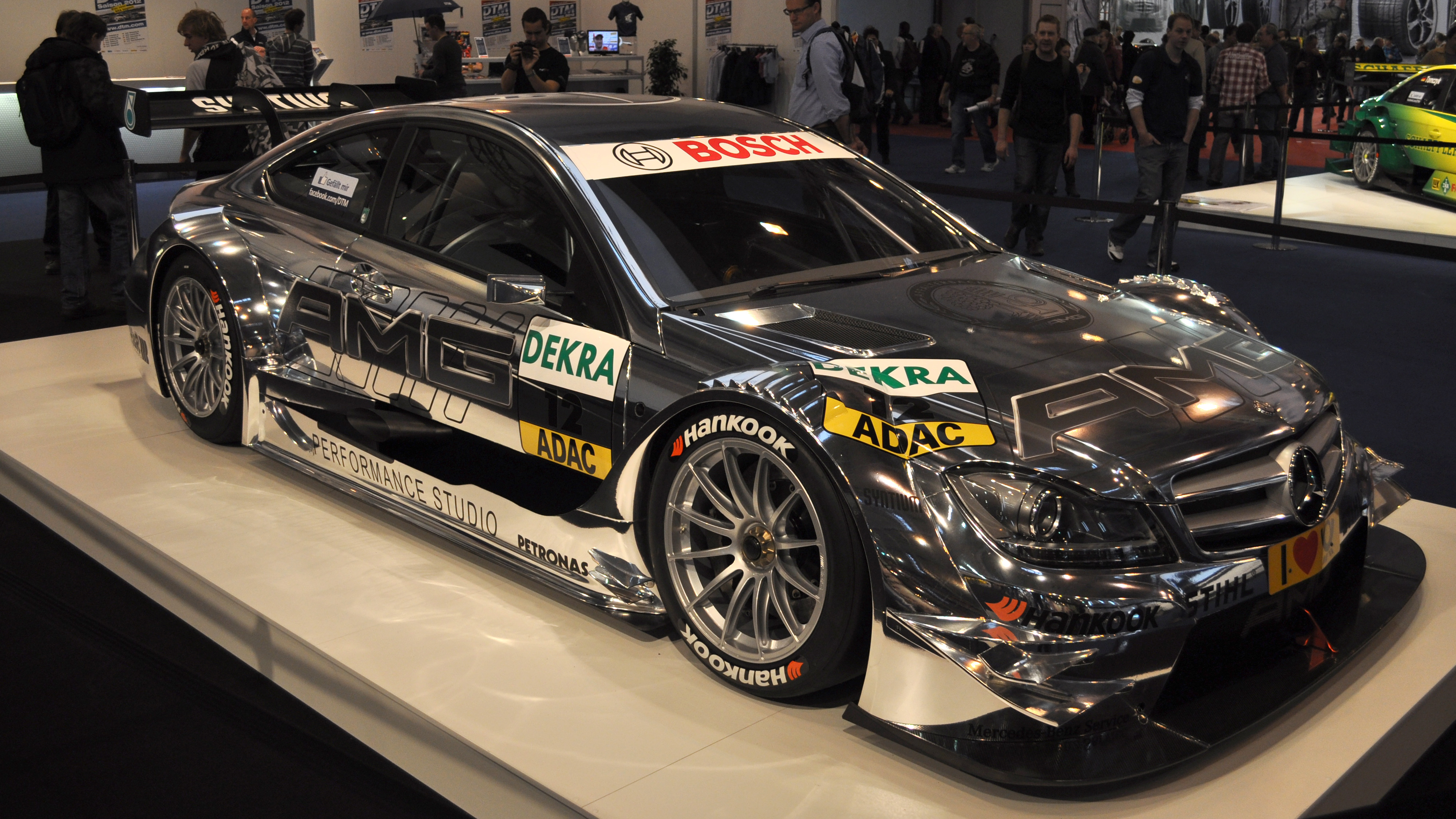
Mercedes AMG C Coupé DTM de 2012

Mercedes se lance aussi dans le DTM, une compétition allemande de voitures de tourisme existant depuis 1984, Mercedes met en lice ses Mercedes 190E 2.5 16V EVOLUTION II W201 DTM.
Depuis son entrée officielle au championnat DTM en 1988, Mercedes-Benz détient la plupart des records de la discipline. On dénombre pas moins de 15 titres constructeurs, 189 victoires, 122 poles positions et 174 meilleurs tours en course.
Le triplé de Mercedes-Benz a joué un rôle décisif dans le classement général de la saison 2010. Avec cette victoire, et bien d'autres encore, la Mercedes-Benz Classe C décroche le meilleur palmarès de l'histoire du DTM. Des pilotes de l’écurie Mercedes tels que Bernd Schneider, Gary Paffett, Klaus Ludwig et dernièrement Paul di Resta ont marqué durablement le championnat. En 2014, c'est le coupé C Mercedes AMG qui prend le départ du championnat DTM comptant sept voitures inscrites.
Fin de la saison de DTM 2018, Mercedes-Benz quitte la discipline après avoir participé à toutes les saisons du championnat après sa renaissance en 2000.

### Modèles de course
- 1900 : Mercedes 35 CV
- 1914 - ? : Mercedes Grand-Prix
- 1928/1932 : Mercedes-Benz SSK
- 1952 : Mercedes-Benz W194
- 1954 - 1955 : Mercedes-Benz W196
- 1968 : Mercedes-Benz 300 SEL 6.3

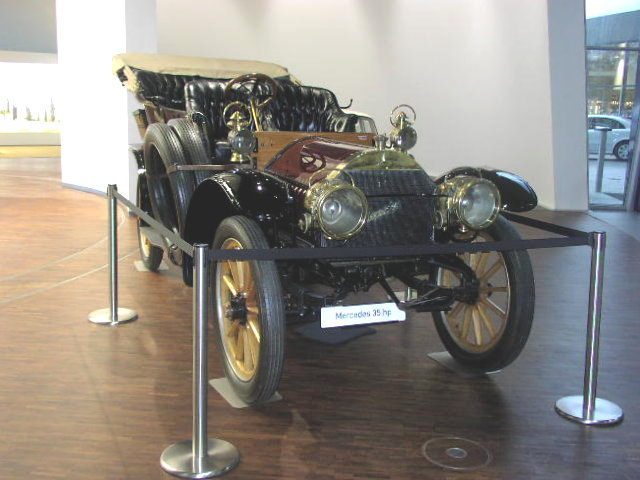
La 35 CV, première automobile de la marque

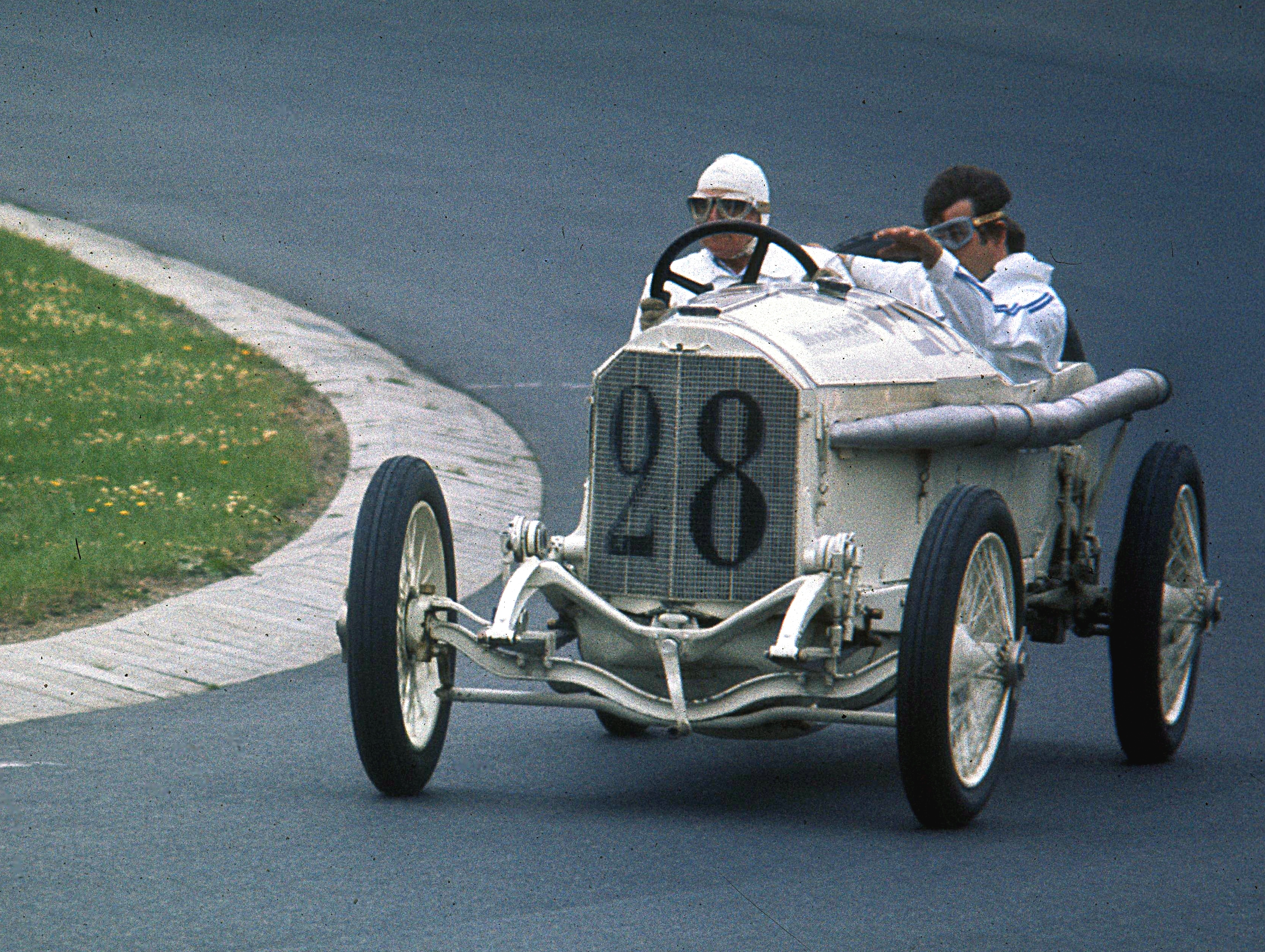
Mercedes Grand-Prix

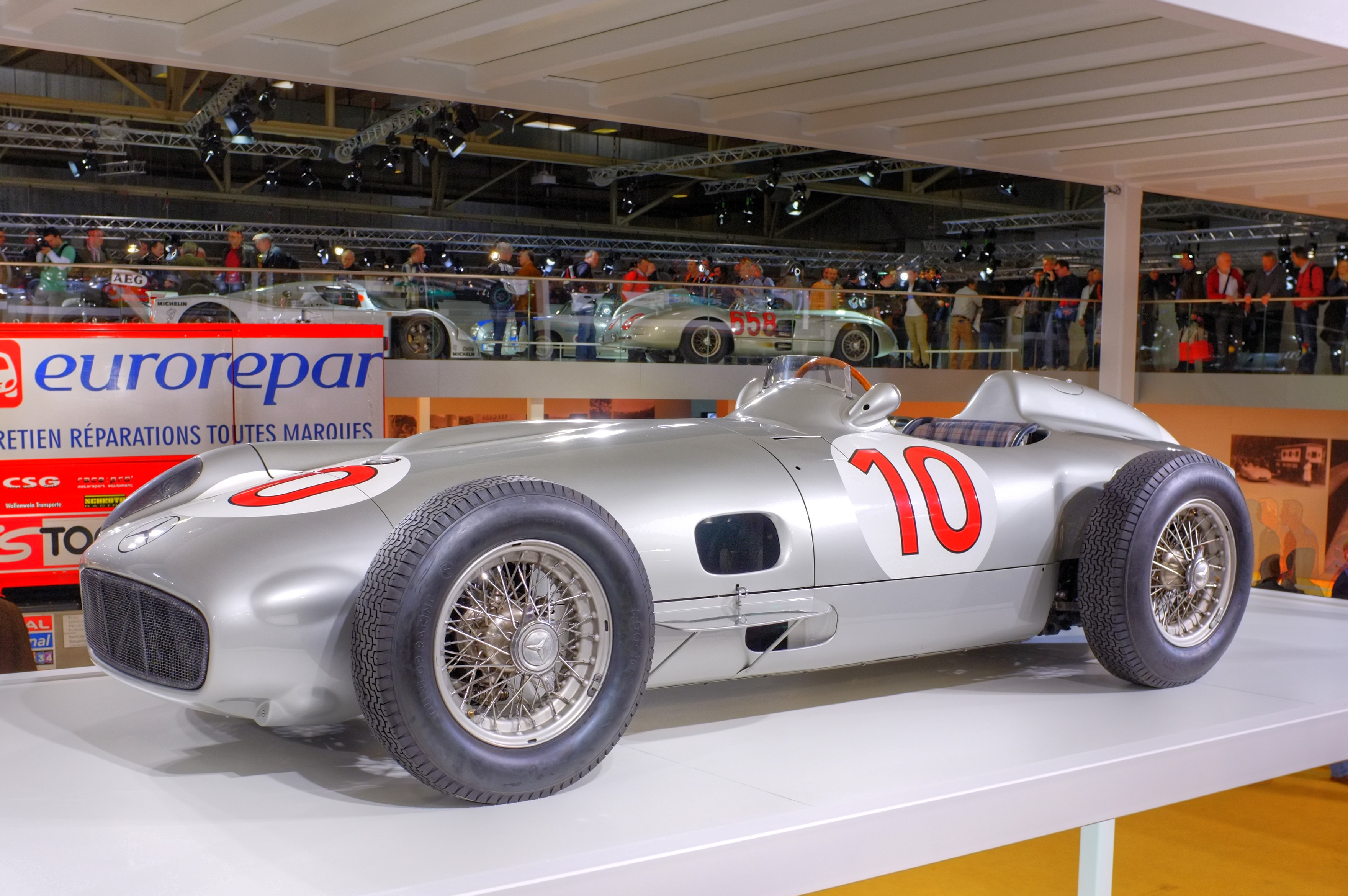
La W196, première Formule 1 de la marque

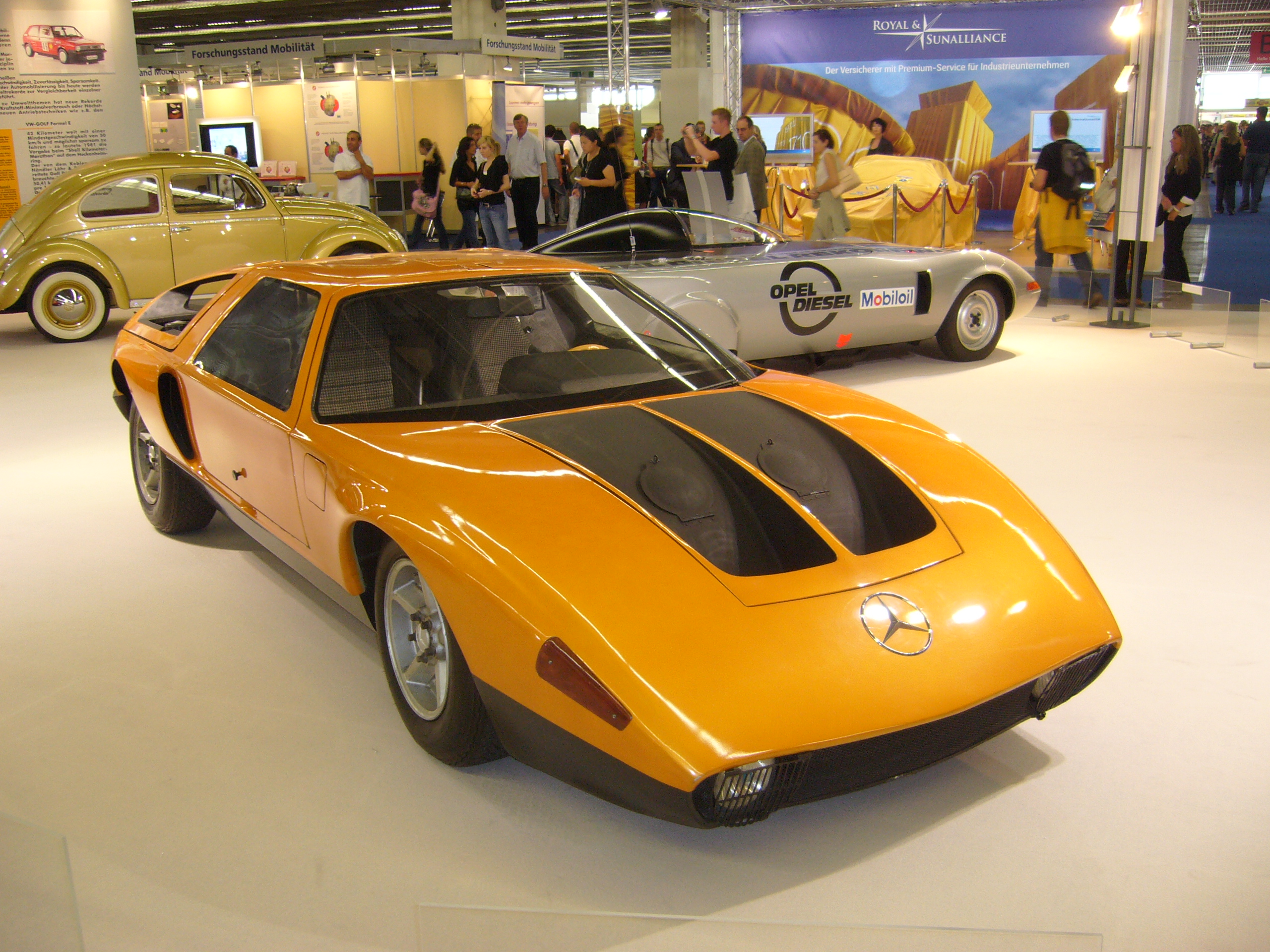
Mercedes-Benz C111

- 1971 : Mercedes-Benz 300 SEL 6.8 AMG
- C111
  - C 111 I - 1969
  - C 111 II - 1970
  - C 111 III - 1977
  - C 111 IV - 1978
  - C 111 V - 1979
- 1988 : Mercedes-Benz 190e 16v DTM
- 1990 : Mercedes-Benz 190 E 2.5-16 Evo II DTM
- 1991 : Mercedes-Benz C112
- 1993 : Mercedes-Benz W201 AMG DTM
- 1994 : Mercedes-Benz C AMG DTM (W202)
- 1997 : Mercedes-Benz CLK-GTR
- 1998 : Mercedes-Benz CLK-LM
- 1999 : Mercedes-Benz CLR
- 2000 : Mercedes-Benz CLK DTM
- 2002 : Mercedes-Benz CLK DTM II
- 2004 : Mercedes-Benz C DTM
- 2006 : Mercedes-Benz C DTM II
- 2007 : Mercedes-Benz C AMG DTM III
- 2009 : Mercedes-Benz C AMG W204 DTM
- 2010 : Mercedes-Benz MGP W01
- 2011 : Mercedes-Benz MGP W02
- 2012 :
  - Mercedes-Benz C Coupé AMG DTM
  - Mercedes AMG F1 W03
- 2013 : Mercedes AMG F1 W04
- 2014 :
  - Mercedes-Benz C Coupée AMG DTM II
  - Mercedes AMG F1 W05
- 2015 : Mercedes AMG F1 W06 Hybrid
- 2016 : Mercedes AMG F1 W07 Hybrid
- 2017 : Mercedes AMG F1 W08 EQ Power+
- 2018 : Mercedes-AMG F1 W09 EQ Power+
- 2019 : Mercedes-AMG F1 W10 EQ Power+

## Sponsorships

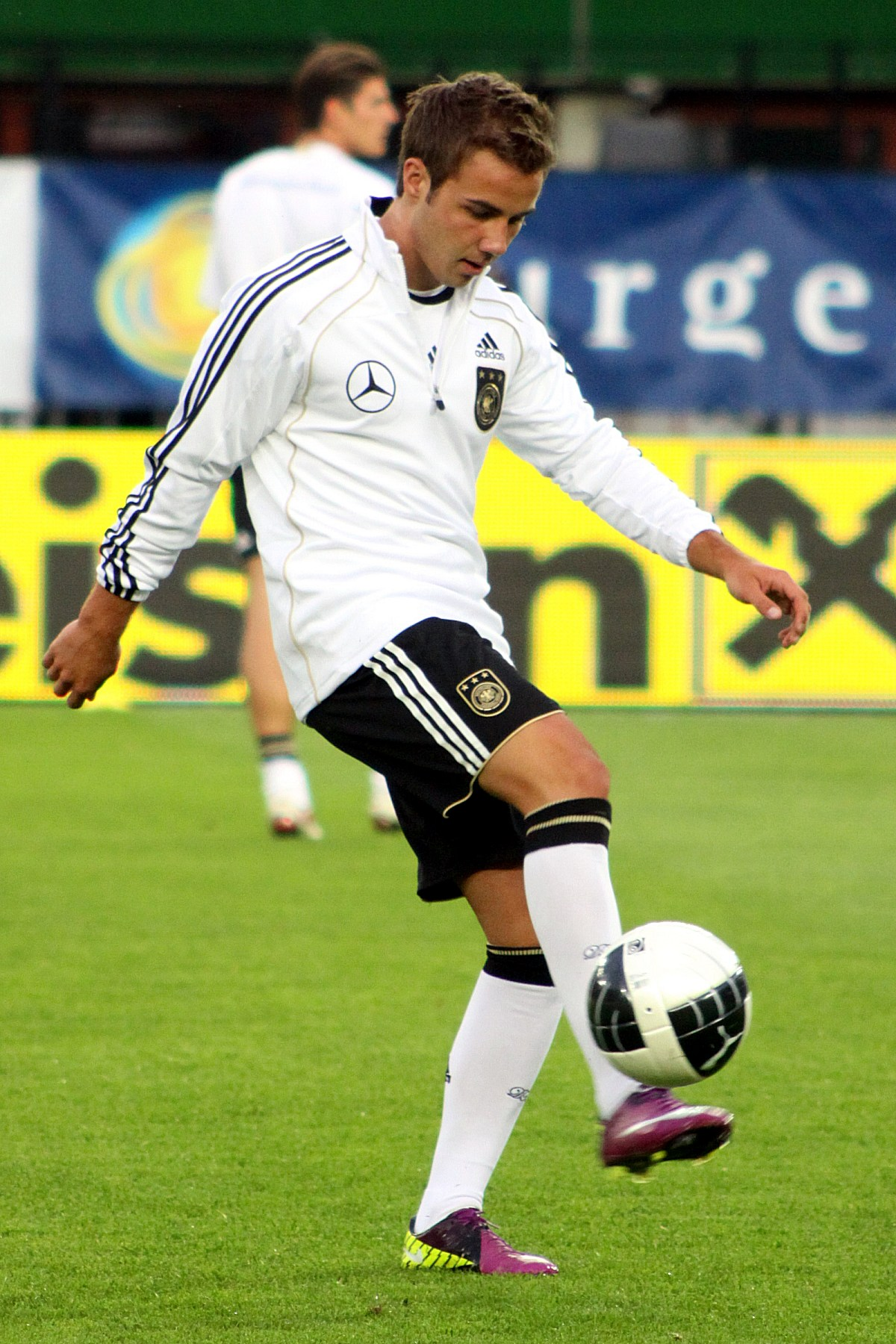
Mercedes-Benz parraine l'équipe nationale allemande de football.

Dans le football (soccer), Mercedes-Benz a été le sponsor de l'équipe nationale allemande jusqu'en 2018. Mercedes-Benz sponsorise le club allemand de Bundesliga VfB Stuttgart et possède les droits de naming de leur stade, le Mercedes-Benz Arena. L'entreprise détenait précédemment un contrat de dix ans pour les droits de naming du Caesars Superdome, un stade de football américain à La Nouvelle-Orléans, de 2011 à 2021. Le 24 août 2015, Mercedes-Benz a été annoncé comme sponsor des droits de naming du nouveau stade des Atlanta Falcons, le Mercedes-Benz Stadium, (le siège social américain de Mercedes-Benz se trouvant dans le Grand Atlanta), qui a ouvert en août 2017.
Mercedes-Benz a collaboré avec le magicien anglais Steven Frayne, également connu sous le nom de Dynamo, pour créer une vidéo intitulée Dynamo vs Coulthard. Le pilote de Formule 1 David Coulthard a conduit Dynamo à grande vitesse sur une piste dans une Mercedes-Benz SL63 AMG, avant que Dynamo ne réussisse à conduire la même voiture sur la même piste les yeux bandés et entouré de pyrotechnie,. Ce spectacle faisait partie de la finale de la saison 3 de Dynamo: Magician Impossible, diffusée sur la chaîne de télévision britannique W (UK TV channel).
Pour promouvoir la sortie de Mario Kart 8, Nintendo et Mercedes-Benz se sont associés pour inclure trois de leurs voitures historiques dans le jeu, la Mercedes-Benz GLA 2014, la SL 300 Roadster 1957 et la W25 Silver Arrow 1934, en tant que karts. Dans le cadre de ce partenariat, Mario, Luigi et Peach sont apparus dans des publicités japonaises pour promouvoir la Mercedes-Benz GLA 2014.
Mercedes-Benz a été choisi par Mitsubishi Electric en tant que sponsor officiel de l'AFF Mitsubishi Electric Cup 2022, aux côtés de Maspion Holdings, Wuling, Gree, Yanmar et Tiger Brokers.

## Musée

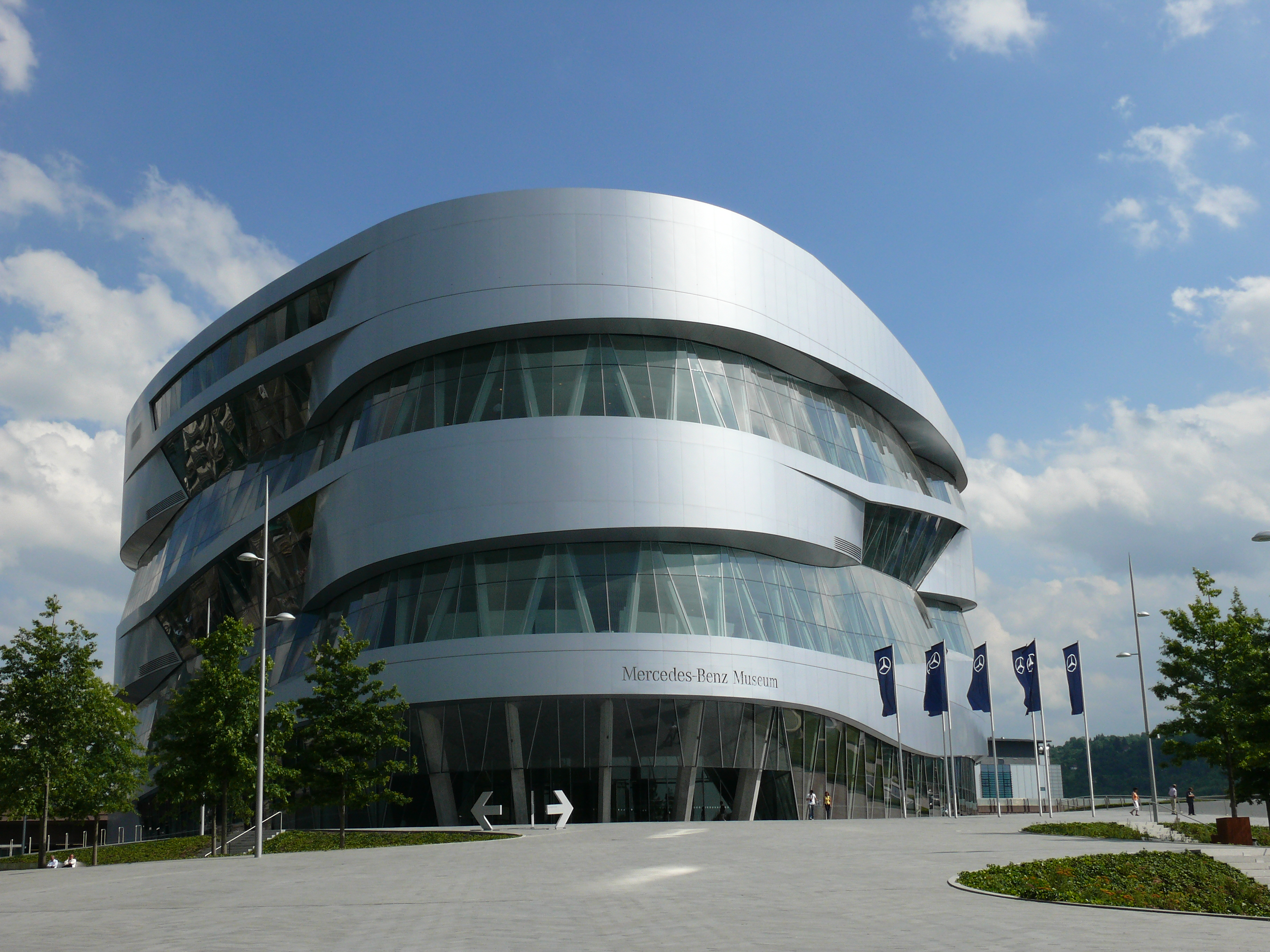
Mercedes-Benz-Museum

En 2006, Mercedes-Benz a ouvert un musée aux portes de son usine-mère à Stuttgart. En forme de double hélice, le bâtiment présente par ordre chronologique, depuis 1886, les 160 modèles les plus représentatifs de la marque. Parmi eux, la Blitzen-Benz avec laquelle Bob Burman décrocha en 1911, le record du monde de vitesse (228 km/h), à Daytona Beach.
Mercedes a également construit un Mercedes-Benz Center à Rueil-Malmaison. Le Mercedes-Benz Center sert à la fois de concession, car il est possible d'y acheter des véhicules et d'y faire des essais, et de musée. En effet, y sont présentés en plus des modèles actuels, des modèles rares ou de collection tels que des Formule 1 de diverses époques dont une Mercedes-Benz W196 de Juan Manuel Fangio, des Classe C DTM, une 300 SL ou encore un hall vitré Maybach.

## Controverse sur l'écoblanchiment
En 2020, l'association Deutsche Umwelthifle a décerné à Mercedes-Benz le « Vautour d'or » (Goldener geier), récompensant l'écoblanchiment de l'entreprise, pour la pollution qu'elle a engendrée tout en s'offrant une image écoresponsable.